# Eleições autárquicas portuguesas de 2005
As eleições autárquicas portuguesas de 2005 realizaram-se a 9 de outubro e decorreram nos 308 concelhos e cerca de 4 200 freguesias do Continente e regiões autónomas portuguesas. Ficaram marcadas pelo surgimento de fortes candidaturas ditas independentes, de antigos autarcas que não mereceram a renovação de confiança dos seus partidos (casos de Isaltino Morais em Oeiras, Fátima Felgueiras em Felgueiras, Valentim Loureiro em Gondomar, Avelino Ferreira Torres em Amarante, todos eles com problemas judiciários, e ainda de um autarca em Soure).

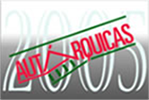
Logótipo oficial das eleições.

Cada cidadão foi chamado a votar para os três órgãos de poder autárquico: câmara municipal,assembleia municipal e assembleia de freguesia.
O grande vencedor das eleições foi o Partido Social Democrata (PPD/PSD) que conquistou, sozinho ou em coligação, 158 câmaras, apesar de ter perdido uma autarquia em relação a 2001.
O Partido Socialista (PS) saiu derrotado, perdendo quatro câmaras municipais. Por oposição, a CDU – Coligação Democrática Unitária (PCP–PEV), formada pelo Partido Comunista Português (PCP) e pelo Partido Ecologista "Os Verdes" (PEV) ganhou quatro câmaras em relação às eleições anteriores.
O Partido Popular (CDS–PP) venceu em apenas um município (perdendo duas das autarquias que controlava em seu nome), contudo alcançou várias vitórias em coligação com o PPD/PSD e outros partidos.
O Bloco de Esquerda (B.E.) manteve a única câmara municipal que tinha, e o MPT – Partido da Terra (MPT) perdeu a sua única autarquia.
De referir também que as candidaturas independentes de grupos de cidadãos eleitores venceram em sete autarquias.

## Partidos, coligações e grupos de cidadãos candidatos

### Partidos
| Sigla | Sigla     | Partido/Coligação permanente                    |
| ----- | --------- | ----------------------------------------------- |
|       | B.E.      | Bloco de Esquerda                               |
|       | CDS–PP    | Partido Popular                                 |
|       | MPT       | MPT – Partido da Terra                          |
|       | PCP–PEV   | CDU – Coligação Democrática Unitária            |
|       | PCTP/MRPP | Partido Comunista dos Trabalhadores Portugueses |
|       | P.H.      | Partido Humanista                               |
|       | PND       | Nova Democracia                                 |
|       | P.N.R.    | Partido Nacional Renovador                      |
|       | PPD/PSD   | Partido Social Democrata                        |
|       | PPM       | Partido Popular Monárquico                      |
|       | PS        | Partido Socialista                              |
|       | PSN       | Partido de Solidariedade Nacional               |

### Coligações
| Sigla | Sigla                  | Coligação ad hoc                                                                                     | Autarquias |
| ----- | ---------------------- | --- | --- |
|       | PPD/PSD.CDS–PP         | Coligação Partido Social Democrata–Partido Popular                                                   | Em 44 municípios, 41 dos quais em todos os órgãos autárquicos: - Alijó (Alijó com Futuro); - Alter do Chão (Continuar Alter); - Arraiolos (Todos por Arraiolos); - Aveiro (Juntos por Aveiro); - Benavente (Por um Futuro Diferente); - Cabeceiras de Basto (Por Cabeceiras); - Cascais (Viva Cascais); - Chamusca (Outra Força – Melhor Futuro); - Cinfães (Juntos por Cinfães); - Constância (Nova Força); - Elvas (Aliança Democrática de Elvas); - Espinho (Juntos por Espinho); - Estarreja (Estarreja no Bom Caminho); - Gondomar (Viver Gondomar); - Guimarães, apenas nas assembleias de freguesia de Airão Santa Maria (Ganhar Airão Santa Maria), Azurém (Ganhar Azurém), São Paio (Por São Paio) e Vila Nova de Sande (Ganhar Vila Nova de Sande); - Lamego (Todos Juntos por Lamego); - Lourinhã (Novos Rumos); - Lousada (Mudar Lousada); - Maia (Primeiro as Pessoas); - Matosinhos (Matosinhos Feliz); - Miranda do Corvo (Sempre Mais e Melhor); - Moita (Construir o Futuro); - Montalegre (Juntos por Montalegre); - Montemor-o-Novo (Juntos por Montemor); - Montemor-o-Velho (Montemor – No Rumo Certo); - Mourão (Mais Mourão); - Nelas (Todos Juntos pelo Concelho de Nelas); - Penafiel (Penafiel Quer); - Penalva do Castelo (Juntos pelo Concelho de Penalva do Castelo); - Porto (Pelo Porto, Uma Vez Mais); - Resende (Coragem para Mudar); - Ribeira de Pena (Por Ribeira de Pena Sempre); - Santa Comba Dão (Coragem para Mudar); - Sesimbra (Alternativa); - Tarouca (Unidos por Tarouca); - Terras de Bouro, apenas na Assembleia de Freguesia de Vilar da Veiga (Juntos por Vilar da Veiga); - Valongo (Continuar a Obra), apenas para a Assembleia Municipal; - Vieira do Minho (Unidos por Vieira); - Vila do Conde (Sentir Vila do Conde); - Vila Franca de Xira (Mudar Vila Franca); - Vila Nova de Famalicão (Mais Ação, Mais Famalicão) - Vila Nova de Gaia (Gaia na Frente); - Vila Pouca de Aguiar (Rumo Certo para Vila Pouca de Aguiar); - Vizela (Por Vizela). |
|       | PPD/PSD–PPM            | Coligação Partido Social Democrata–Partido Popular Monárquico                                        | No concelho de Vila Viçosa (Vila Viçosa É para Todos), em todos os órgãos autárquicos; |
|       | PPD/PSD.CDS–PP.PPM     | Coligação Partido Social Democrata–Partido Popular–Partido Popular Monárquico                        | Em doze municípios, em todos os órgãos autárquicos: - Amadora (Aliança Democrática pela Amadora); - Arouca (Aliança Democrática, por Arouca); - Arronches (Aliança Democrática de Arronches); - Alvito (Alvito Também É Portugal); - Braga (Juntos por Braga); - Campo Maior (Alternativa Democrática Campomaiorense); - Coimbra (Por Coimbra); - Cuba (Força Cuba); - Ferreira do Alentejo (Apostar na Mudança); - Mértola (Força Mértola); - Odemira (Por Odemira); - Sobral de Monte Agraço (Juntos pelo Sobral). |
|       | PPS/PSD.CDS–PP.PPM.MPT | Coligação Partido Social Democrata–Partido Popular–Partido Popular Monárquico–MPT – Partido da Terra | Em três municípios, em todos os órgãos autárquicos: - Alenquer (Pela Nossa Terra); - Portimão (Portimão Primeiro); - Sintra (Mais Sintra). |
|       | PPS/PSD.CDS–PP.MPT     | Coligação Partido Social Democrata–Partido Popular–MPT – Partido da Terra                            | No concelho de Penamacor (Coligação Todos por Penamacor), em todos os órgãos autárquicos. |
|       | CDS–PP.PPD/PSD         | Coligação Partido Popular–Partido Social Democrata                                                   | Em três municípios: - Cantanhede, apenas à Assembleia de Freguesia da Tocha (Todos pela Tocha); - Corvo (Juntos pelo Corvo), apenas à Câmara Municipal e à Assembleia Municipal; - Tabuaço, apenas à Assembleia de Freguesia de Adorigo (Todos Juntos por Adorigo). |
|       | CDS–PP.PPD/PSD.PPM     | Coligação Partido Popular–Partido Social Democrata–Partido Popular Monárquico                        | Em Barrancos (Força Barrancos), em todos os órgãos autárquicos. |
|       | PND.PPM                | Coligação Nova Democracia–Partido Popular Monárquico                                                 | No Porto (Porto Capital!), apenas à Câmara Municipal e à Assembleia Municipal. |

## Mapa

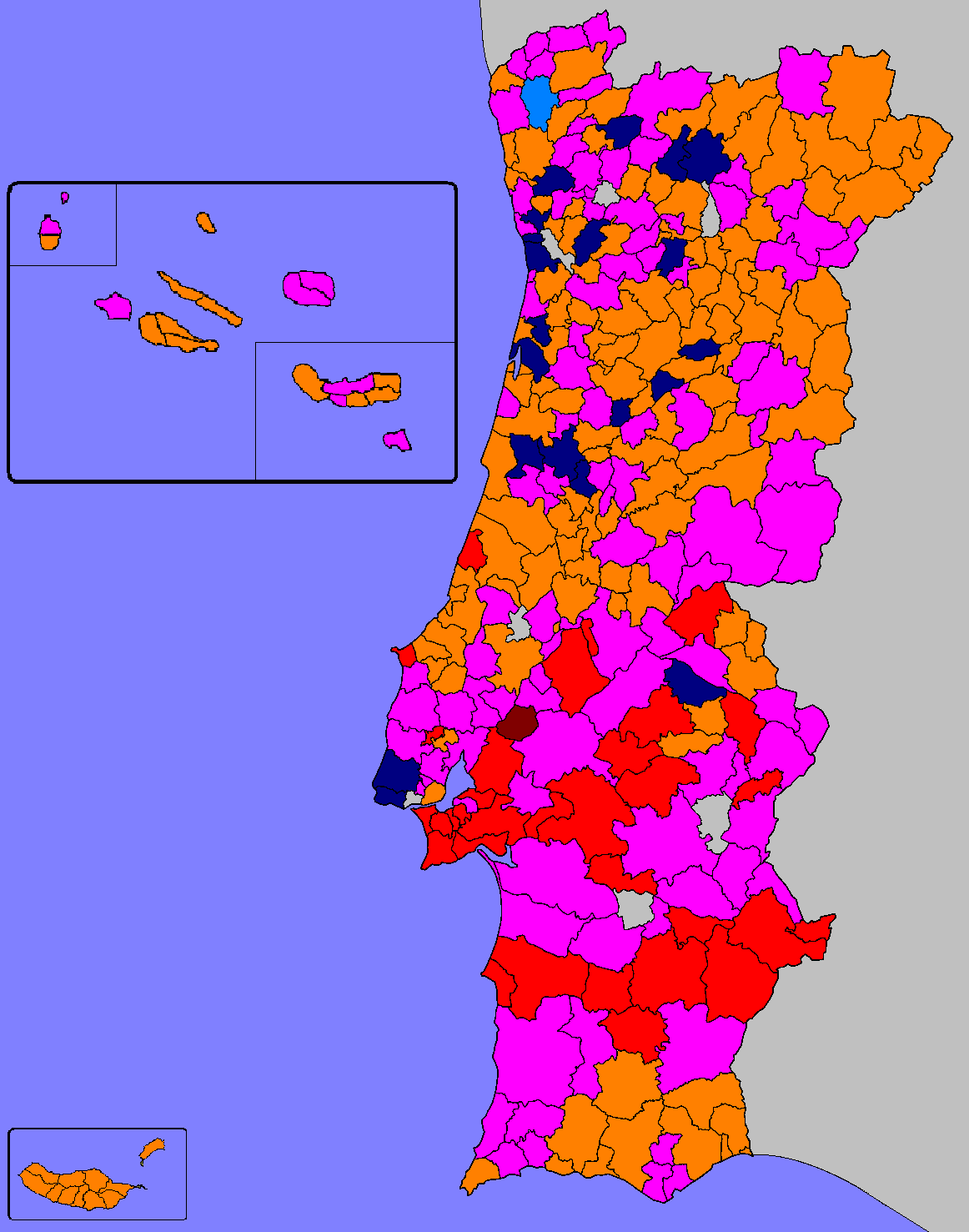
Partido mais votado por concelho (câmara municipal). Legenda: Laranja: PPD/PSD; Rosa – PS; Vermelho – PCP–PEV; Azul escuro – PPD/PSD.CDS–PP, PPD/PSD.CDS–PP.PPM e PPD/PSD.CDS–PP.PPM.MPT; Cinzento – Grupos de cidadãos eleitores; Azul claro – CDS–PP; Castanho – B.E.

### Grupos de cidadãos eleitores (apenas câmaras municipais)
| Município             | N.º no boletim | Nome                                                  |
| --------------------- | -------------- | ----------------------------------------------------- |
| Alcácer do Sal        | I              | Movimento de Cidadão de Alcácer (Letra "A")           |
| Alcanena              | I              | Independentes pelo Concelho de Alcanena – ICA         |
| Alter do Chão         | XII            | Movimento Independente Concelho de Alter – MICA       |
| Alvito                | X              | Movimento Independente (M.I.)                         |
| Amarante              | IV             | Amar Amarante com Ferreira Torres                     |
| Arouca                | VII            | Unidos por Arouca (U.P.A.)                            |
| Belmonte              | XIX            | Movimento Independente pelo Concelho de Belmonte      |
| Campo Maior           | X              | Movimento Independente por Campo Maior                |
| Espinho               | XIX            | Força Espinho                                         |
| Estremoz              | I              | Pela Nossa Terra                                      |
| Felgueiras            | XVII           | Lista Independente – Sempre Presente                  |
| Gondomar              | II             | "Valentim" Valentim Loureiro – Gondomar no Coração    |
| Mira                  | II             | Movimento Rumo ao Futuro – MRF                        |
| Monção                | XII            | Grupo Independente de Eleitores de Monção – GIEM      |
| Oeiras                | II             | Isaltino, Oeiras Mais à Frente                        |
| Ovar                  | I              | Grupo de Cidadãos Independentes por Esmoriz (I.P.C.)  |
| Penedono              | I              | Juntos pelo Concelho de Penedono – JunCP              |
| Portimão              | I              | A Solução para Portimão                               |
| Redondo               | I              | Movimento Independente do Concelho de Redondo – MICRE |
| Sabrosa               | III            | Independentes Unidos pelo Concelho de Sabrosa         |
| Santa Cruz das Flores | XV             | Unidos pelo Concelho – UPC                            |
| Sousel                | XX             | Sim Sousel                                            |
| Sousel                | XVIII          | Movimento Independente por Sousel                     |
| Tomar                 | I              | Independentes por Tomar                               |
| Viana do Castelo      | I              | Viana – Capital e Nosso Concelho – VNC                |
| Vouzela               | I              | PV – Por Vouzela                                      |

## Resultados nacionais

### Câmaras e vereadores Municipais
| Partido                 | Partido | Votos                   | %                       | +/-                     | Presidentes de CM       | +/-                     | Vereadores              | +/-                     |
| ----------------------- | --- | ----------------------- | ----------------------- | ----------------------- | ----------------------- | ----------------------- | ----------------------- | ----------------------- |
|                         | Partido Socialista | 1 931 774               | 35,84 / 100,00          | 1,72                    | 109 / 308               | 4                       | 852 / 2 046             | 23                      |
|                         | Partido Social Democrata | 1 523 760               | 28,27 / 100,00          | 0,07                    | 138 / 308               | 4                       | 743 / 2 046             | 31                      |
|                         | Coligações Partido Social Democrata–Partido Popular, Partido Social Democrata–Partido Popular–Partido Popular Monárquico, Partido Social Democrata–Partido Popular–MPT – Partido da Terra e Partido Social Democrata–Partido Popular–Partido Popular Monárquico–MPT – Partido da Terra | 626 648                 | 11,62 / 100,00          | 1,20                    | 20 / 308                | 4                       | 166 / 2 046             | 36                      |
|                         | CDU – Coligação Democrática Unitária | 590 598                 | 10,96 / 100,00          | 0,35                    | 32 / 308                | 4                       | 203 / 2 046             | 4                       |
|                         | Partido Popular | 165 712                 | 3,07 / 100,00           | 0,67                    | 1 / 308                 | 2                       | 30 / 2 046              | 9                       |
|                         | Bloco de Esquerda | 159 254                 | 2,95 / 100,00           | 1,77                    | 1 / 308                 | Estável                 | 7 / 2 046               | 1                       |
|                         | Grupos de cidadãos eleitores | 133 146                 | 2,47 / 100,00           | 0,87                    | 7 / 308                 | 4                       | 45 / 2 046              | 14                      |
|                         | Partido Comunista dos Trabalhadores Portugueses | 15 476                  | 0,29 / 100,00           | 0,04                    | 0 / 308                 | Estável                 | 0 / 2 046               | Estável                 |
|                         | Partido Humanista | 5 103                   | 0,09 / 100,00           | 0,03                    | 0 / 308                 | Estável                 | 0 / 2 046               | Estável                 |
|                         | Nova Democracia | 2 048                   | 0,04 / 100,00           | Novo                    | 0 / 308                 | Novo                    | 0 / 2 046               | Novo                    |
|                         | Partido Nacional Renovador | 1 752                   | 0,03 / 100,00           | 0,01                    | 0 / 308                 | Estável                 | 0 / 2 046               | Estável                 |
|                         | Partido Popular Monárquico | 1 730                   | 0,03 / 100,00           | 0,02                    | 0 / 308                 | Estável                 | 0 / 2 046               | Estável                 |
|                         | MPT – Partido da Terra | 1 589                   | 0,03 / 100,00           | 0,21                    | 0 / 308                 | 1                       | 0 / 2 046               | 4                       |
|                         | Coligação Partido Social Democrata–Partido Popular Monárquico | 707                     | 0,01 / 100,00           | 2,49                    | 0 / 308                 | 1                       | 0 / 2 046               | 8                       |
|                         | Coligação Nova Democracia–Partido Popular Monárquico | 439                     | 0,01 / 100,00           | Novo                    | 0 / 308                 | Novo                    | 0 / 2 046               | Novo                    |
|                         | Partido de Solidariedade Nacional | 233                     | 0,00 / 100,00           | Novo                    | 0 / 308                 | Novo                    | 0 / 2 046               | Novo                    |
| Votos inválidos         | Votos inválidos | 230 591                 | 4,28 / 100,00           | 0,61                    |                         |                         |                         |                         |
| Total                   | Total | 5 390 571               | 100,00 / 100,00         |                         | 308 / 308               |                         | 2 046 / 2 046           | 2                       |
| Eleitorado/Participação | Eleitorado/Participação | 8 840 223               | 60,98 / 100,00          | 0,86                    |                         |                         |                         |                         |
| Fonte                   | Fonte | [ 1 ] [ 2 ] [ 3 ] [ 4 ] | [ 1 ] [ 2 ] [ 3 ] [ 4 ] | [ 1 ] [ 2 ] [ 3 ] [ 4 ] | [ 1 ] [ 2 ] [ 3 ] [ 4 ] | [ 1 ] [ 2 ] [ 3 ] [ 4 ] | [ 1 ] [ 2 ] [ 3 ] [ 4 ] | [ 1 ] [ 2 ] [ 3 ] [ 4 ] |

### Assembleias municipais
| Partido                 | Partido | Votos     | %               | +/-     | Mandatos      | +/-     |
| ----------------------- | --- | --------- | --------------- | ------- | ------------- | ------- |
|                         | Partido Socialista | 1 923 845 | 35,69 / 100,00  | 1,66    | 2 794 / 6 695 | 73      |
|                         | Partido Social Democrata | 1 454 654 | 26,98 / 100,00  | 0,25    | 2 416 / 6 695 | 52      |
|                         | CDU – Coligação Democrática Unitária | 628 987   | 11,67 / 100,00  | 0,53    | 722 / 6 695   | 13      |
|                         | Coligações Partido Social Democrata–Partido Popular, Partido Social Democrata–Partido Popular–Partido Popular Monárquico, Partido Social Democrata–Partido Popular–MPT – Partido da Terra e Partido Social Democrata–Partido Popular–Partido Popular Monárquico–MPT – Partido da Terra | 616 255   | 11,43 / 100,00  | 0,80    | 519 / 6 695   | 33      |
|                         | Bloco de Esquerda | 212 669   | 3,94 / 100,00   | 2,41    | 114 / 6 695   | 86      |
|                         | Partido Popular | 175 943   | 3,26 / 100,00   | 1,06    | 190 / 6 695   | 63      |
|                         | Grupos de cidadãos eleitores | 115 999   | 2,15 / 100,00   | 0,99    | 121 / 6 695   | 28      |
|                         | Partido Comunista dos Trabalhadores Portugueses | 8 620     | 0,16 / 100,00   | 0,01    | 1 / 6 695     | Estável |
|                         | MPT – Partido da Terra | 1 590     | 0,03 / 100,00   | 0,21    | 0 / 6 695     | 18      |
|                         | Nova Democracia | 1 590     | 0,03 / 100,00   | Novo    | 1 / 6 695     | Novo    |
|                         | Partido Popular Monárquico | 1 011     | 0,02 / 100,00   | 0,01    | 5 / 6 695     | 5       |
|                         | Coligação Nova Democracia–Partido Popular Monárquico | 831       | 0,02 / 100,00   | Novo    | 0 / 6 695     | Novo    |
|                         | Coligação Partido Social Democrata–Partido Popular Monárquico | 760       | 0,01 / 100,00   | 2,36    | 2 / 6 695     | 21      |
|                         | Partido Humanista | 200       | 0,00 / 100,00   | Estável | 0 / 6 695     | Estável |
| Votos inválidos         | Votos inválidos | 248 208   | 4,60 / 100,00   | 0,62    |               |         |
| Total                   | Total | 5 391 162 | 100,00 / 100,00 |         | 6 695 / 6 695 | 181     |
| Eleitorado/Participação | Eleitorado/Participação | 8 840 223 | 60,98 / 100,00  | 0,85    |               |         |
| Fonte                   | Fonte | [ 5 ]     | [ 5 ]           | [ 5 ]   | [ 5 ]         | [ 5 ]   |

### Assembleias de freguesia
| Partido                 | Partido | Votos     | %               | +/-     | Mandatos        | +/-     |
| ----------------------- | --- | --------- | --------------- | ------- | --------------- | ------- |
|                         | Partido Socialista | 1 907 721 | 35,45 / 100,00  | 1,60    | 13 484 / 34 498 | 289     |
|                         | Partido Social Democrata | 1 434 321 | 26,65 / 100,00  | 0,11    | 12 451 / 34 498 | 303     |
|                         | CDU – Coligação Democrática Unitária | 644 535   | 11,98 / 100,00  | 0,79    | 2 555 / 34 498  | 89      |
|                         | Coligações Partido Social Democrata–Partido Popular, Partido Social Democrata–Partido Popular–Partido Popular Monárquico, Partido Social Democrata–Partido Popular–MPT – Partido da Terra e Partido Social Democrata–Partido Popular–Partido Popular Monárquico–MPT – Partido da Terra | 594 294   | 11,05 / 100,00  | 1,55    | 2 722 / 34 498  | 229     |
|                         | Grupos de cidadãos eleitores | 245 740   | 4,57 / 100,00   | 0,13    | 2 200 / 34 498  | 207     |
|                         | Bloco de Esquerda | 146 898   | 2,73 / 100,00   | 1,64    | 229 / 34 498    | 183     |
|                         | Partido Popular | 144 328   | 2,68 / 100,00   | 0,94    | 822 / 34 498    | 148     |
|                         | Partido Comunista dos Trabalhadores Portugueses | 3 635     | 0,07 / 100,00   | 0,02    | 0 / 34 498      | 1       |
|                         | MPT – Partido da Terra | 3 100     | 0,06 / 100,00   | 0,10    | 23 / 34 498     | 97      |
|                         | Nova Democracia | 2 809     | 0,05 / 100,00   | Novo    | 6 / 34 498      | Novo    |
|                         | Partido Humanista | 824       | 0,02 / 100,00   | 0,02    | 0 / 34 498      | Estável |
|                         | Coligação Partido Social Democrata–Partido Popular Monárquico | 807       | 0,01 / 100,00   | 2,30    | 6 / 34 498      | 259     |
|                         | Partido de Solidariedade Nacional | 72        | 0,00 / 100,00   | Novo    | 0 / 34 498      | Novo    |
|                         | Partido Nacional Renovador | 38        | 0,00 / 100,00   | -       | 0 / 34 498      | -       |
|                         | Partido Popular Monárquico | 27        | 0,00 / 100,00   | Estável | 0 / 34 498      | 1       |
| Votos inválidos         | Votos inválidos | 252 610   | 4,70 / 100,00   | 0,75    |                 |         |
| Total                   | Total | 5 381 759 | 100,00 / 100,00 |         | 34 498 / 34 498 | 71      |
| Eleitorado/Participação | Eleitorado/Participação | 8 840 223 | 60,88 / 100,00  | 0,85    |                 |         |
| Fonte                   | Fonte | [ 6 ]     | [ 6 ]           | [ 6 ]   | [ 6 ]           | [ 6 ]   |

## Resultados por distrito ou região autónoma (câmara municipal)

### Região Autónoma dos Açores
| Partido                 | Partido                                            | Votos   | %               | +/-  | Presidentes de CM | +/-     | Vereadores | +/-     |
| ----------------------- | -------------------------------------------------- | ------- | --------------- | ---- | ----------------- | ------- | ---------- | ------- |
|                         | Partido Social Democrata                           | 53 101  | 47,49 / 100,00  | 2,08 | 11 / 19           | 2       | 51 / 109   | 4       |
|                         | Partido Socialista                                 | 49 001  | 43,83 / 100,00  | 0,18 | 8 / 19            | 3       | 52 / 109   | 5       |
|                         | CDU – Coligação Democrática Unitária               | 3 254   | 2,91 / 100,00   | 0,14 | 0 / 19            | Estável | 2 / 109    | 2       |
|                         | Partido Popular                                    | 1 940   | 1,74 / 100,00   | 3,19 | 0 / 19            | 1       | 0 / 109    | 5       |
|                         | Bloco de Esquerda                                  | 1 105   | 0,99 / 100,00   | 0,55 | 0 / 19            | Estável | 0 / 109    | Estável |
|                         | Grupos de cidadãos eleitores                       | 479     | 0,43 / 100,00   | -    | 0 / 19            | -       | 2 / 109    | -       |
|                         | Coligação Partido Social Democrata–Partido Popular | 109     | 0,10 / 100,00   | -    | 0 / 19            | -       | 2 / 109    | -       |
| Votos inválidos         | Votos inválidos                                    | 2 820   | 2,52 / 100,00   | 0,08 |                   |         |            |         |
| Total                   | Total                                              | 111 809 | 100,00 / 100,00 |      | 19 / 19           |         | 109 / 109  | 2       |
| Eleitorado/Participação | Eleitorado/Participação                            | 192 117 | 58,20 / 100,00  | 0,37 |                   |         |            |         |

### Distrito de Aveiro
| Partido                 | Partido | Votos   | %               | +/-  | Presidentes de CM | +/-     | Vereadores | +/-     |
| ----------------------- | --- | ------- | --------------- | ---- | ----------------- | ------- | ---------- | ------- |
|                         | Partido Social Democrata                                                                                                  | 142 770 | 37,77 / 100,00  | 5,18 | 11 / 19           | Estável | 64 / 139   | 4       |
|                         | Partido Socialista | 129 427 | 34,24 / 100,00  | 0,30 | 6 / 19            | Estável | 49 / 139   | 1       |
|                         | Coligações Partido Social Democrata–Partido Popular e Partido Social Democrata–Partido Popular–Partido Popular Monárquico | 38 065  | 10,08 / 100,00  | 7,47 | 2 / 19            | 1       | 15 / 139   | 8       |
|                         | Partido Popular | 25 354  | 6,71 / 100,00   | 4,73 | 0 / 19            | 1       | 9 / 139    | 6       |
|                         | CDU – Coligação Democrática Unitária                                                                                      | 14 247  | 3,77 / 100,00   | 0,46 | 0 / 19            | Estável | 0 / 139    | Estável |
|                         | Bloco de Esquerda | 5 772   | 1,53 / 100,00   | 1,12 | 0 / 19            | Estável | 0 / 139    | Estável |
|                         | Grupos de cidadãos eleitores                                                                                              | 5 566   | 1,47 / 100,00   | 0,04 | 0 / 19            | Estável | 2 / 139    | 1       |
|                         | Nova Democracia | 427     | 0,11 / 100,00   | Novo | 0 / 19            | Novo    | 0 / 139    | Novo    |
| Votos inválidos         | Votos inválidos | 16 362  | 4,33 / 100,00   | 0,63 |                   |         |            |         |
| Total                   | Total | 377 990 | 100,00 / 100,00 |      | 19 / 19           |         | 139 / 139  |         |
| Eleitorado/Participação | Eleitorado/Participação                                                                                                   | 594 748 | 63,55 / 100,00  | 0,25 |                   |         |            |         |

### Distrito de Beja
| Partido                 | Partido                                                                       | Votos   | %               | +/-  | Presidentes de CM | +/-     | Vereadores | +/-     |
| ----------------------- | ----------------------------------------------------------------------------- | ------- | --------------- | ---- | ----------------- | ------- | ---------- | ------- |
|                         | Partido Socialista                                                            | 35 207  | 39,91 / 100,00  | 2,97 | 5 / 14            | 2       | 34 / 78    | 3       |
|                         | CDU – Coligação Democrática Unitária                                          | 34 975  | 39,64 / 100,00  | 0,91 | 7 / 14            | 2       | 34 / 78    | 2       |
|                         | Partido Social Democrata                                                      | 9 947   | 11,27 / 100,00  | 1,17 | 1 / 14            | 1       | 7 / 78     | 2       |
|                         | Coligação Partido Social Democrata–Partido Popular–Partido Popular Monárquico | 2 377   | 2,69 / 100,00   | -    | 0 / 14            | -       | 1 / 78     | -       |
|                         | Bloco de Esquerda                                                             | 808     | 0,92 / 100,00   | 0,25 | 0 / 14            | Estável | 0 / 78     | Estável |
|                         | Grupos de cidadãos eleitores                                                  | 549     | 0,62 / 100,00   | -    | 1 / 14            | -       | 2 / 78     | -       |
|                         | Partido Comunista dos Trabalhadores Portugueses                               | 485     | 0,55 / 100,00   | 0,45 | 0 / 14            | Estável | 0 / 78     | Estável |
|                         | Partido Popular                                                               | 328     | 0,37 / 100,00   | 0,86 | 0 / 14            | Estável | 0 / 78     | Estável |
| Votos inválidos         | Votos inválidos                                                               | 3 548   | 4,02 / 100,00   | 0,07 |                   |         |            |         |
| Total                   | Total                                                                         | 88 224  | 100,00 / 100,00 |      | 14 / 14           |         | 78 / 78    |         |
| Eleitorado/Participação | Eleitorado/Participação                                                       | 138 356 | 63,77 / 100,00  | 0,52 |                   |         |            |         |

### Distrito de Braga
| Partido                 | Partido | Votos   | %               | +/-  | Presidentes de CM | +/-     | Vereadores | +/-     |
| ----------------------- | --- | ------- | --------------- | ---- | ----------------- | ------- | ---------- | ------- |
|                         | Partido Socialista | 212 089 | 43,03 / 100,00  | 3,90 | 6 / 14            | 2       | 54 / 110   | 3       |
|                         | Partido Social Democrata                                                                                                  | 119 602 | 24,26 / 100,00  | 2,31 | 6 / 14            | 1       | 33 / 110   | 6       |
|                         | Coligações Partido Social Democrata–Partido Popular e Partido Social Democrata–Partido Popular–Partido Popular Monárquico | 89 047  | 18,07 / 100,00  | 2,55 | 2 / 14            | 1       | 20 / 110   | 8       |
|                         | CDU – Coligação Democrática Unitária                                                                                      | 29 689  | 6,02 / 100,00   | 0,36 | 0 / 14            | Estável | 2 / 110    | Estável |
|                         | Partido Popular | 12 333  | 2,50 / 100,00   | 0,04 | 0 / 14            | Estável | 1 / 110    | 1       |
|                         | Bloco de Esquerda | 10 440  | 2,12 / 100,00   | 1,32 | 0 / 14            | Estável | 0 / 110    | Estável |
|                         | Partido Comunista dos Trabalhadores Portugueses                                                                           | 2 024   | 0,41 / 100,00   | 0,06 | 0 / 14            | Estável | 0 / 110    | Estável |
|                         | Nova Democracia | 1 323   | 0,27 / 100,00   | Novo | 0 / 14            | Novo    | 0 / 110    | Novo    |
|                         | Partido Humanista | 447     | 0,09 / 100,00   | -    | 0 / 14            | -       | 0 / 110    | -       |
|                         | Partido Popular Monárquico                                                                                                | 259     | 0,05 / 100,00   | -    | 0 / 14            | -       | 0 / 110    | -       |
|                         | Partido de Solidariedade Nacional                                                                                         | 233     | 0,05 / 100,00   | Novo | 0 / 14            | Novo    | 0 / 110    | Novo    |
| Votos inválidos         | Votos inválidos | 15 425  | 3,13 / 100,00   | 0,40 |                   |         |            |         |
| Total                   | Total | 492 911 | 100,00 / 100,00 |      | 14 / 14           |         | 110 / 110  |         |
| Eleitorado/Participação | Eleitorado/Participação                                                                                                   | 696 325 | 70,79 / 100,00  | 0,14 |                   |         |            |         |

### Distrito de Bragança
| Partido                 | Partido                              | Votos   | %               | +/-   | Presidentes de CM | +/-     | Vereadores | +/-     |
| ----------------------- | ------------------------------------ | ------- | --------------- | ----- | ----------------- | ------- | ---------- | ------- |
|                         | Partido Social Democrata             | 51 038  | 50,58 / 100,00  | 11,37 | 8 / 12            | 1       | 39 / 70    | 10      |
|                         | Partido Socialista                   | 34 585  | 34,27 / 100,00  | 3,39  | 4 / 12            | 1       | 28 / 70    | 3       |
|                         | Partido Popular                      | 9 071   | 8,99 / 100,00   | 2,00  | 0 / 12            | Estável | 3 / 70     | Estável |
|                         | CDU – Coligação Democrática Unitária | 1 746   | 1,73 / 100,00   | 0,20  | 0 / 12            | Estável | 0 / 70     | Estável |
|                         | Bloco de Esquerda                    | 373     | 0,37 / 100,00   | -     | 0 / 12            | -       | 0 / 70     | -       |
|                         | Nova Democracia                      | 186     | 0,18 / 100,00   | Novo  | 0 / 12            | Novo    | 0 / 70     | Novo    |
| Votos inválidos         | Votos inválidos                      | 3 907   | 3,87 / 100,00   | 0,06  |                   |         |            |         |
| Total                   | Total                                | 100 906 | 100,00 / 100,00 |       | 12 / 12           |         | 70 / 70    | 2       |
| Eleitorado/Participação | Eleitorado/Participação              | 150 944 | 66,85 / 100,00  | 0,71  |                   |         |            |         |

### Distrito de Castelo Branco
| Partido                 | Partido                                                                   | Votos   | %               | +/-  | Presidentes de CM | +/-     | Vereadores | +/-     |
| ----------------------- | ------------------------------------------------------------------------- | ------- | --------------- | ---- | ----------------- | ------- | ---------- | ------- |
|                         | Partido Socialista                                                        | 54 270  | 43,16 / 100,00  | 4,71 | 7 / 11            | 2       | 31 / 65    | 5       |
|                         | Partido Social Democrata                                                  | 52 228  | 41,54 / 100,00  | 2,60 | 4 / 11            | 1       | 29 / 65    | 1       |
|                         | CDU – Coligação Democrática Unitária                                      | 5 321   | 4,23 / 100,00   | 0,10 | 0 / 11            | Estável | 0 / 65     | Estável |
|                         | Partido Popular                                                           | 3 057   | 2,43 / 100,00   | 1,01 | 0 / 11            | Estável | 1 / 65     | 2       |
|                         | Grupos de cidadãos eleitores                                              | 1 737   | 1,38 / 100,00   | 3,93 | 0 / 11            | 1       | 2 / 65     | 3       |
|                         | Coligação Partido Social Democrata–Partido Popular–MPT – Partido da Terra | 1 664   | 1,32 / 100,00   | 3,71 | 0 / 11            | Estável | 2 / 65     | 1       |
|                         | Bloco de Esquerda                                                         | 1 577   | 1,25 / 100,00   | 0,94 | 0 / 11            | Estável | 0 / 65     | Estável |
|                         | Partido Popular Monárquico                                                | 169     | 0,13 / 100,00   | -    | 0 / 11            | -       | 0 / 65     | -       |
|                         | Nova Democracia                                                           | 112     | 0,09 / 100,00   | Novo | 0 / 11            | Novo    | 0 / 65     | Novo    |
| Votos inválidos         | Votos inválidos                                                           | 5 607   | 4,46 / 100,00   | 0,07 |                   |         |            |         |
| Total                   | Total                                                                     | 125 742 | 100,00 / 100,00 |      | 11 / 11           |         | 65 / 65    |         |
| Eleitorado/Participação | Eleitorado/Participação                                                   | 189 984 | 66,19 / 100,00  | 1,54 |                   |         |            |         |

### Distrito do Coimbra
| Partido                 | Partido | Votos   | %               | +/-  | Presidentes de CM | +/-     | Vereadores | +/-     |
| ----------------------- | --- | ------- | --------------- | ---- | ----------------- | ------- | ---------- | ------- |
|                         | Partido Socialista | 86 088  | 36,23 / 100,00  | 1,08 | 6 / 17            | 1       | 52 / 117   | Estável |
|                         | Partido Social Democrata                                                                                                  | 69 163  | 29,10 / 100,00  | 3,19 | 8 / 17            | 2       | 48 / 117   | 6       |
|                         | Coligações Partido Social Democrata–Partido Popular e Partido Social Democrata–Partido Popular–Partido Popular Monárquico | 44 563  | 18,75 / 100,00  | 0,10 | 3 / 17            | 1       | 15 / 117   | 5       |
|                         | CDU – Coligação Democrática Unitária                                                                                      | 17 977  | 7,57 / 100,00   | 0,55 | 0 / 17            | Estável | 2 / 117    | 1       |
|                         | Bloco de Esquerda | 5 026   | 2,12 / 100,00   | 1,47 | 0 / 17            | Estável | 0 / 117    | Estável |
|                         | Partido Popular | 2 353   | 0,99 / 100,00   | 0,93 | 0 / 17            | Estável | 0 / 117    | Estável |
|                         | Partido Comunista dos Trabalhadores Portugueses                                                                           | 710     | 0,30 / 100,00   | 0,06 | 0 / 17            | Estável | 0 / 117    | Estável |
|                         | Grupos de cidadãos eleitores                                                                                              | 465     | 0,20 / 100,00   | -    | 0 / 17            | -       | 0 / 117    | -       |
|                         | Partido Humanista | 163     | 0,07 / 100,00   | 0,04 | 0 / 17            | Estável | 0 / 117    | Estável |
| Votos inválidos         | Votos inválidos | 11 125  | 4,68 / 100,00   | 0,97 |                   |         |            |         |
| Total                   | Total | 237 633 | 100,00 / 100,00 |      | 17 / 17           |         | 117 / 117  |         |
| Eleitorado/Participação | Eleitorado/Participação                                                                                                   | 378 231 | 62,83 / 100,00  | 1,57 |                   |         |            |         |

### Distrito de Évora
| Partido                 | Partido                                                       | Votos   | %               | +/-  | Presidentes de CM | +/-     | Vereadores | +/-     |
| ----------------------- | ------------------------------------------------------------- | ------- | --------------- | ---- | ----------------- | ------- | ---------- | ------- |
|                         | Partido Socialista                                            | 35 448  | 38,74 / 100,00  | 4,17 | 7 / 14            | 1       | 33 / 78    | 3       |
|                         | CDU – Coligação Democrática Unitária                          | 34 102  | 37,27 / 100,00  | 4,41 | 6 / 14            | 2       | 33 / 78    | 6       |
|                         | Partido Social Democrata                                      | 10 572  | 11,55 / 100,00  | 2,75 | 0 / 14            | Estável | 6 / 78     | 3       |
|                         | Coligação Partido Social Democrata–Partido Popular            | 2 737   | 2,99 / 100,00   | -    | 0 / 14            | -       | 3 / 78     | -       |
|                         | Grupos de cidadãos eleitores                                  | 2 298   | 2,51 / 100,00   | 1,44 | 1 / 14            | 1       | 3 / 78     | Estável |
|                         | Bloco de Esquerda                                             | 1 021   | 1,12 / 100,00   | 0,73 | 0 / 14            | Estável | 0 / 78     | Estável |
|                         | Partido Popular                                               | 839     | 0,92 / 100,00   | 0,60 | 0 / 14            | Estável | 0 / 78     | Estável |
|                         | Coligação Partido Social Democrata–Partido Popular Monárquico | 707     | 0,77 / 100,00   | -    | 0 / 14            | -       | 0 / 78     | -       |
|                         | Partido Popular Monárquico                                    | 78      | 0,09 / 100,00   | -    | 0 / 14            | -       | 0 / 78     | -       |
| Votos inválidos         | Votos inválidos                                               | 3 692   | 4,03 / 100,00   | 0,59 |                   |         |            |         |
| Total                   | Total                                                         | 91 494  | 100,00 / 100,00 |      | 14 / 14           |         | 78 / 78    |         |
| Eleitorado/Participação | Eleitorado/Participação                                       | 146 484 | 62,46 / 100,00  | 1,13 |                   |         |            |         |

### Distrito de Faro
| Partido                 | Partido                                                                                              | Votos   | %               | +/-  | Presidentes de CM | +/-     | Vereadores | +/-     |
| ----------------------- | --- | ------- | --------------- | ---- | ----------------- | ------- | ---------- | ------- |
|                         | Partido Socialista                                                                                   | 76 891  | 40,54 / 100,00  | 0,14 | 7 / 16            | Estável | 50 / 100   | 4       |
|                         | Partido Social Democrata                                                                             | 74 131  | 39,08 / 100,00  | 1,41 | 9 / 16            | Estável | 45 / 100   | 2       |
|                         | CDU – Coligação Democrática Unitária                                                                 | 15 055  | 7,94 / 100,00   | 2,09 | 0 / 16            | Estável | 3 / 100    | 3       |
|                         | Coligação Partido Social Democrata–Partido Popular–Partido Popular Monárquico–MPT – Partido da Terra | 5 787   | 3,05 / 100,00   | -    | 0 / 16            | -       | 2 / 100    | -       |
|                         | Bloco de Esquerda                                                                                    | 4 995   | 2,63 / 100,00   | 1,83 | 0 / 16            | Estável | 0 / 100    | Estável |
|                         | Partido Popular                                                                                      | 2 670   | 1,41 / 100,00   | 0,90 | 0 / 16            | Estável | 0 / 100    | Estável |
|                         | Grupos de cidadãos eleitores                                                                         | 1 031   | 0,54 / 100,00   | -    | 0 / 16            | -       | 0 / 100    | -       |
|                         | Partido Comunista dos Trabalhadores Portugueses                                                      | 208     | 0,11 / 100,00   | 0,05 | 0 / 16            | Estável | 0 / 100    | Estável |
|                         | Partido Humanista                                                                                    | 200     | 0,11 / 100,00   | -    | 0 / 16            | -       | 0 / 100    | -       |
| Votos inválidos         | Votos inválidos                                                                                      | 8 701   | 4,59 / 100,00   | 0,55 |                   |         |            |         |
| Total                   | Total                                                                                                | 189 669 | 100,00 / 100,00 |      | 16 / 16           |         | 100 / 100  |         |
| Eleitorado/Participação | Eleitorado/Participação                                                                              | 329 439 | 57,57 / 100,00  | 0,27 |                   |         |            |         |

### Distrito da Guarda
| Partido                 | Partido                                         | Votos   | %               | +/-  | Presidentes de CM | +/-     | Vereadores | +/-     |
| ----------------------- | ----------------------------------------------- | ------- | --------------- | ---- | ----------------- | ------- | ---------- | ------- |
|                         | Partido Social Democrata                        | 52 686  | 44,91 / 100,00  | 5,85 | 10 / 14           | Estável | 46 / 82    | 7       |
|                         | Partido Socialista                              | 52 491  | 44,74 / 100,00  | 2,61 | 4 / 14            | 2       | 36 / 82    | 3       |
|                         | CDU – Coligação Democrática Unitária            | 3 283   | 2,80 / 100,00   | 0,54 | 0 / 14            | Estável | 0 / 82     | Estável |
|                         | Partido Popular                                 | 2 850   | 2,43 / 100,00   | 1,17 | 0 / 14            | Estável | 0 / 82     | Estável |
|                         | Bloco de Esquerda                               | 554     | 0,47 / 100,00   | -    | 0 / 14            | -       | 0 / 82     | -       |
|                         | Partido Comunista dos Trabalhadores Portugueses | 154     | 0,13 / 100,00   | 0,05 | 0 / 14            | Estável | 0 / 82     | Estável |
| Votos inválidos         | Votos inválidos                                 | 5 298   | 4,52 / 100,00   | 0,29 |                   |         |            |         |
| Total                   | Total                                           | 117 316 | 100,00 / 100,00 |      | 14 / 14           |         | 82 / 82    |         |
| Eleitorado/Participação | Eleitorado/Participação                         | 169 581 | 69,18 / 100,00  | 0,33 |                   |         |            |         |

### Distrito de Leiria
| Partido                 | Partido                              | Votos   | %               | +/-  | Presidentes de CM | +/-     | Vereadores | +/-     |
| ----------------------- | ------------------------------------ | ------- | --------------- | ---- | ----------------- | ------- | ---------- | ------- |
|                         | Partido Social Democrata             | 111 670 | 47,68 / 100,00  | 1,37 | 12 / 16           | Estável | 59 / 104   | 1       |
|                         | Partido Socialista                   | 70 122  | 29,94 / 100,00  | 1,84 | 2 / 16            | 2       | 34 / 104   | 1       |
|                         | CDU – Coligação Democrática Unitária | 21 137  | 9,02 / 100,00   | 0,12 | 2 / 16            | 2       | 8 / 104    | 1       |
|                         | Partido Popular                      | 11 419  | 4,88 / 100,00   | 0,93 | 0 / 16            | Estável | 1 / 104    | 2       |
|                         | Bloco de Esquerda                    | 5 336   | 2,28 / 100,00   | 1,76 | 0 / 16            | Estável | 0 / 104    | Estável |
|                         | Grupos de cidadãos eleitores         | 2 055   | 0,88 / 100,00   | 2,46 | 0 / 16            | Estável | 2 / 104    | 1       |
| Votos inválidos         | Votos inválidos                      | 12 475  | 5,33 / 100,00   | 1,06 |                   |         |            |         |
| Total                   | Total                                | 234 214 | 100,00 / 100,00 |      | 16 / 16           |         | 104 / 104  |         |
| Eleitorado/Participação | Eleitorado/Participação              | 387 376 | 60,46 / 100,00  | 0,54 |                   |         |            |         |

### Distrito de Lisboa
| Partido                 | Partido | Votos     | %               | +/-     | Presidentes de CM | +/-     | Vereadores | +/-     |
| ----------------------- | --- | --------- | --------------- | ------- | ----------------- | ------- | ---------- | ------- |
|                         | Partido Socialista | 306 022   | 32,01 / 100,00  | 6,61    | 8 / 16            | Estável | 57 / 146   | 1       |
|                         | Partido Social Democrata | 210 383   | 22,01 / 100,00  | 9,19    | 4 / 16            | Estável | 34 / 146   | 1       |
|                         | CDU – Coligação Democrática Unitária | 145 140   | 15,18 / 100,00  | 3,07    | 1 / 16            | Estável | 25 / 146   | 2       |
|                         | Coligações Partido Social Democrata–Partido Popular, Partido Social Democrata–Partido Popular–Partido Popular Monárquico, e Partido Social Democrata–Partido Popular–Partido Popular Monárquico–MPT – Partido da Terra | 129 105   | 13,50 / 100,00  | 2,71    | 2 / 16            | Estável | 24 / 146   | 9       |
|                         | Bloco de Esquerda | 55 267    | 5,78 / 100,00   | 3,35    | 0 / 16            | Estável | 1 / 146    | 1       |
|                         | Grupos de cidadãos eleitores | 26 404    | 2,76 / 100,00   | -       | 1 / 16            | -       | 4 / 146    | -       |
|                         | Partido Popular | 22 270    | 2,33 / 100,00   | 1,38    | 0 / 16            | Estável | 1 / 146    | Estável |
|                         | Partido Comunista dos Trabalhadores Portugueses | 7 903     | 0,83 / 100,00   | Estável | 0 / 16            | Estável | 0 / 146    | Estável |
|                         | Partido Humanista | 1 855     | 0,19 / 100,00   | 0,05    | 0 / 16            | Estável | 0 / 146    | Estável |
|                         | Partido Nacional Renovador | 1 631     | 0,17 / 100,00   | 0,08    | 0 / 16            | Estável | 0 / 146    | Estável |
|                         | Partido Popular Monárquico | 550       | 0,06 / 100,00   | -       | 0 / 16            | -       | 0 / 146    | -       |
|                         | MPT – Partido da Terra | 179       | 0,02 / 100,00   | 0,51    | 0 / 16            | Estável | 0 / 146    | Estável |
| Votos inválidos         | Votos inválidos | 49 353    | 5,16 / 100,00   | 1,34    |                   |         |            |         |
| Total                   | Total | 956 062   | 100,00 / 100,00 |         | 16 / 16           |         | 146 / 146  |         |
| Eleitorado/Participação | Eleitorado/Participação | 1 802 360 | 53,05 / 100,00  | 0,43    |                   |         |            |         |

### Região Autónoma da Madeira
| Partido                 | Partido                              | Votos   | %               | +/-   | Presidentes de CM | +/-     | Vereadores | +/- |
| ----------------------- | ------------------------------------ | ------- | --------------- | ----- | ----------------- | ------- | ---------- | --- |
|                         | Partido Social Democrata             | 75 793  | 54,22 / 100,00  | 4,91  | 11 / 11           | Estável | 47 / 71    | 2   |
|                         | Partido Socialista                   | 38 725  | 27,71 / 100,00  | 20,76 | 0 / 11            | Estável | 20 / 71    | 15  |
|                         | Partido Popular                      | 9 064   | 6,48 / 100,00   | 5,75  | 0 / 11            | Estável | 3 / 71     | 3   |
|                         | CDU – Coligação Democrática Unitária | 7 034   | 5,03 / 100,00   | 1,33  | 0 / 11            | Estável | 1 / 71     | 1   |
|                         | Bloco de Esquerda                    | 4 436   | 3,17 / 100,00   | -     | 0 / 11            | -       | 0 / 71     | -   |
| Votos inválidos         | Votos inválidos                      | 4 724   | 3,38 / 100,00   | 0,19  |                   |         |            |     |
| Total                   | Total                                | 139 776 | 100,00 / 100,00 |       | 11 / 11           |         | 71 / 71    | 2   |
| Eleitorado/Participação | Eleitorado/Participação              | 230 392 | 60,67 / 100,00  | 2,04  |                   |         |            |     |

### Distrito de Portalegre
| Partido                 | Partido | Votos   | %               | +/-  | Presidentes de CM | +/-     | Vereadores | +/-     |
| ----------------------- | --- | ------- | --------------- | ---- | ----------------- | ------- | ---------- | ------- |
|                         | Partido Socialista | 29 254  | 39,59 / 100,00  | 7,11 | 6 / 15            | 1       | 35 / 81    | 3       |
|                         | Partido Social Democrata                                                                                                  | 19 181  | 25,96 / 100,00  | 3,90 | 5 / 15            | Estável | 21 / 81    | Estável |
|                         | CDU – Coligação Democrática Unitária                                                                                      | 13 720  | 18,57 / 100,00  | 1,09 | 3 / 15            | Estável | 16 / 81    | 1       |
|                         | Coligações Partido Social Democrata–Partido Popular e Partido Social Democrata–Partido Popular–Partido Popular Monárquico | 4 461   | 6,04 / 100,00   | 0,95 | 1 / 15            | 1       | 5 / 81     | 2       |
|                         | Grupos de cidadãos eleitores                                                                                              | 3 348   | 4,53 / 100,00   | -    | 0 / 15            | -       | 4 / 81     | -       |
|                         | Partido Popular | 819     | 1,11 / 100,00   | 0,52 | 0 / 15            |         | 0 / 81     |         |
|                         | Partido Humanista | 219     | 0,30 / 100,00   | -    | 0 / 15            | -       | 0 / 81     | -       |
|                         | Bloco de Esquerda | 174     | 0,24 / 100,00   | -    | 0 / 15            | -       | 0 / 81     | -       |
|                         | Partido Popular Monárquico                                                                                                | 60      | 0,08 / 100,00   | -    | 0 / 15            | -       | 0 / 81     | -       |
| Votos inválidos         | Votos inválidos | 2 659   | 3,60 / 100,00   | 0,19 |                   |         |            |         |
| Total                   | Total | 73 895  | 100,00 / 100,00 |      | 15 / 15           |         | 81 / 81    |         |
| Eleitorado/Participação | Eleitorado/Participação                                                                                                   | 108 678 | 67,99 / 100,00  | 1,23 |                   |         |            |         |

### Distrito do Porto
| Partido                 | Partido                                              | Votos     | %               | +/-  | Presidentes de CM | +/-     | Vereadores | +/-     |
| ----------------------- | ---------------------------------------------------- | --------- | --------------- | ---- | ----------------- | ------- | ---------- | ------- |
|                         | Partido Socialista                                   | 322 067   | 34,13 / 100,00  | 2,44 | 6 / 18            | Estável | 61 / 158   | 3       |
|                         | Coligação Partido Social Democrata–Partido Popular   | 254 452   | 26,97 / 100,00  | 0,70 | 4 / 18            | Estável | 37 / 158   | 2       |
|                         | Partido Social Democrata                             | 146 411   | 15,52 / 100,00  | 7,24 | 6 / 18            | 1       | 40 / 158   | 12      |
|                         | Grupos de cidadãos eleitores                         | 75 468    | 8,00 / 100,00   | 7,85 | 2 / 18            | 2       | 14 / 158   | 14      |
|                         | CDU – Coligação Democrática Unitária                 | 55 154    | 5,85 / 100,00   | 0,09 | 0 / 18            | Estável | 3 / 158    | Estável |
|                         | Bloco de Esquerda                                    | 28 216    | 2,99 / 100,00   | 1,82 | 0 / 18            | Estável | 0 / 158    | Estável |
|                         | Partido Popular                                      | 20 420    | 2,16 / 100,00   | 1,15 | 0 / 18            | 1       | 3 / 158    | 2       |
|                         | Partido Humanista                                    | 2 219     | 0,24 / 100,00   | 0,11 | 0 / 18            | Estável | 0 / 158    | Estável |
|                         | MPT – Partido da Terra                               | 1 410     | 0,15 / 100,00   | -    | 0 / 18            | -       | 0 / 158    | -       |
|                         | Partido Comunista dos Trabalhadores Portugueses      | 767       | 0,08 / 100,00   | 0,11 | 0 / 18            | Estável | 0 / 158    | Estável |
|                         | Coligação Nova Democracia–Partido Popular Monárquico | 439       | 0,05 / 100,00   | Novo | 0 / 18            | Novo    | 0 / 158    | Novo    |
|                         | Partido Nacional Renovador                           | 121       | 0,01 / 100,00   | -    | 0 / 18            | -       | 0 / 158    | -       |
|                         | Partido Popular Monárquico                           | 68        | 0,01 / 100,00   | -    | 0 / 18            | -       | 0 / 158    | -       |
| Votos inválidos         | Votos inválidos                                      | 36 336    | 3,85 / 100,00   | 0,28 |                   |         |            |         |
| Total                   | Total                                                | 943 548   | 100,00 / 100,00 |      | 18 / 18           |         | 158 / 158  |         |
| Eleitorado/Participação | Eleitorado/Participação                              | 1 458 876 | 64,68 / 100,00  | 4,52 |                   |         |            |         |

### Distrito de Santarém
| Partido                 | Partido                                            | Votos   | %               | +/-  | Presidentes de CM | +/-     | Vereadores | +/-     |
| ----------------------- | -------------------------------------------------- | ------- | --------------- | ---- | ----------------- | ------- | ---------- | ------- |
|                         | Partido Socialista                                 | 91 031  | 38,09 / 100,00  | 1,22 | 9 / 21            | 1       | 60 / 133   | Estável |
|                         | Partido Social Democrata                           | 72 913  | 30,51 / 100,00  | 0,93 | 7 / 21            | 1       | 38 / 133   | 1       |
|                         | CDU – Coligação Democrática Unitária               | 35 214  | 14,73 / 100,00  | 0,05 | 3 / 21            | Estável | 22 / 133   | 1       |
|                         | Bloco de Esquerda                                  | 9 882   | 4,13 / 100,00   | 0,30 | 1 / 21            | Estável | 5 / 133    | 1       |
|                         | Grupos de cidadãos eleitores                       | 8 235   | 3,45 / 100,00   | 1,02 | 1 / 21            | Estável | 6 / 133    | 1       |
|                         | Partido Popular                                    | 7 478   | 3,13 / 100,00   | 0,66 | 0 / 21            | Estável | 0 / 133    | Estável |
|                         | Coligação Partido Social Democrata–Partido Popular | 2 505   | 1,05 / 100,00   | 1,03 | 0 / 21            | Estável | 2 / 133    | 2       |
| Votos inválidos         | Votos inválidos                                    | 11 761  | 4,92 / 100,00   | 0,72 |                   |         |            |         |
| Total                   | Total                                              | 239 019 | 100,00 / 100,00 |      | 21 / 21           |         | 133 / 133  |         |
| Eleitorado/Participação | Eleitorado/Participação                            | 388 429 | 61,56 / 100,00  | 0,78 |                   |         |            |         |

### Distrito de Setúbal
| Partido                 | Partido                                            | Votos   | %               | +/-  | Presidentes de CM | +/-     | Vereadores | +/-     |
| ----------------------- | -------------------------------------------------- | ------- | --------------- | ---- | ----------------- | ------- | ---------- | ------- |
|                         | CDU – Coligação Democrática Unitária               | 139 950 | 41,96 / 100,00  | 0,71 | 10 / 13           | 2       | 52 / 105   | Estável |
|                         | Partido Socialista                                 | 93 891  | 28,15 / 100,00  | 3,86 | 3 / 13            | 2       | 38 / 105   | 3       |
|                         | Partido Social Democrata                           | 50 182  | 15,05 / 100,00  | 3,42 | 0 / 13            | Estável | 12 / 105   | 3       |
|                         | Bloco de Esquerda                                  | 20 729  | 6,22 / 100,00   | 4,30 | 0 / 13            | Estável | 1 / 105    | 1       |
|                         | Coligação Partido Social Democrata–Partido Popular | 5 504   | 1,65 / 100,00   | 2,18 | 0 / 13            | Estável | 2 / 105    | 1       |
|                         | Partido Comunista dos Trabalhadores Portugueses    | 3 178   | 0,95 / 100,00   | 0,42 | 0 / 13            | Estável | 0 / 105    | Estável |
|                         | Partido Popular                                    | 3 095   | 0,93 / 100,00   | 0,95 | 0 / 13            | Estável | 0 / 105    | Estável |
|                         | Partido Popular Monárquico                         | 497     | 0,15 / 100,00   | -    | 0 / 13            | -       | 0 / 105    | -       |
|                         | Grupos de cidadãos eleitores                       | 185     | 0,06 / 100,00   | 0,53 | 0 / 13            | Estável | 0 / 105    | Estável |
| Votos inválidos         | Votos inválidos                                    | 16 313  | 4,89 / 100,00   | 0,89 |                   |         |            |         |
| Total                   | Total                                              | 333 524 | 100,00 / 100,00 |      | 13 / 13           |         | 105 / 105  | 1       |
| Eleitorado/Participação | Eleitorado/Participação                            | 664 351 | 50,20 / 100,00  | 0,07 |                   |         |            |         |

### Distrito de Viana do Castelo
| Partido                 | Partido                              | Votos   | %               | +/-   | Presidentes de CM | +/-     | Vereadores | +/-     |
| ----------------------- | ------------------------------------ | ------- | --------------- | ----- | ----------------- | ------- | ---------- | ------- |
|                         | Partido Socialista                   | 66 122  | 42,56 / 100,00  | 0,37  | 7 / 10            | 1       | 37 / 68    | Estável |
|                         | Partido Social Democrata             | 54 282  | 34,94 / 100,00  | 15,70 | 2 / 10            | 1       | 26 / 68    | 9       |
|                         | Partido Popular                      | 19 283  | 12,41 / 100,00  | 12,02 | 1 / 10            | 1       | 5 / 68     | 5       |
|                         | CDU – Coligação Democrática Unitária | 5 452   | 3,51 / 100,00   | 2,31  | 0 / 10            | Estável | 0 / 68     | 1       |
|                         | Grupos de cidadãos eleitores         | 2 451   | 1,58 / 100,00   | 9,08  | 0 / 10            | 1       | 0 / 68     | 4       |
|                         | Bloco de Esquerda                    | 1 804   | 1,16 / 100,00   | 0,76  | 0 / 10            | Estável | 0 / 68     | Estável |
|                         | Partido Popular Monárquico           | 49      | 0,03 / 100,00   | -     | 0 / 10            | -       | 0 / 68     | -       |
| Votos inválidos         | Votos inválidos                      | 5 917   | 3,81 / 100,00   | 0,38  |                   |         |            |         |
| Total                   | Total                                | 155 360 | 100,00 / 100,00 |       | 10 / 10           |         | 68 / 68    |         |
| Eleitorado/Participação | Eleitorado/Participação              | 234 812 | 66,16 / 100,00  | 0,42  |                   |         |            |         |

### Distrito de Vila Real
| Partido                 | Partido                                            | Votos   | %               | +/-  | Presidentes de CM | +/-     | Vereadores | +/-     |
| ----------------------- | -------------------------------------------------- | ------- | --------------- | ---- | ----------------- | ------- | ---------- | ------- |
|                         | Partido Socialista                                 | 61 670  | 42,48 / 100,00  | 2,20 | 4 / 14            | 1       | 36 / 84    | 1       |
|                         | Partido Social Democrata                           | 53 280  | 36,70 / 100,00  | 8,63 | 7 / 14            | Estável | 33 / 84    | 6       |
|                         | Coligação Partido Social Democrata–Partido Popular | 16 704  | 11,51 / 100,00  | 6,29 | 2 / 14            | Estável | 13 / 84    | 6       |
|                         | CDU – Coligação Democrática Unitária               | 3 751   | 2,58 / 100,00   | 0,51 | 0 / 14            | Estável | 0 / 84     | Estável |
|                         | Partido Popular                                    | 2 439   | 1,68 / 100,00   | 1,71 | 0 / 14            | Estável | 0 / 84     | 1       |
|                         | Grupos de cidadãos eleitores                       | 1 720   | 1,18 / 100,00   | -    | 1 / 14            | -       | 2 / 84     | -       |
|                         | Bloco de Esquerda                                  | 236     | 0,16 / 100,00   | -    | 0 / 14            | -       | 0 / 84     | -       |
|                         | Partido Comunista dos Trabalhadores Portugueses    | 47      | 0,03 / 100,00   | -    | 0 / 14            | Estável | 0 / 84     | Estável |
| Votos inválidos         | Votos inválidos                                    | 5 335   | 3,68 / 100,00   | 0,04 |                   |         |            |         |
| Total                   | Total                                              | 145 182 | 100,00 / 100,00 |      | 14 / 14           |         | 84 / 84    |         |
| Eleitorado/Participação | Eleitorado/Participação                            | 222 399 | 65,28 / 100,00  | 0,27 |                   |         |            |         |

### Distrito de Viseu
| Partido                 | Partido                                            | Votos   | %               | +/-   | Presidentes de CM | +/-     | Vereadores | +/-     |
| ----------------------- | -------------------------------------------------- | ------- | --------------- | ----- | ----------------- | ------- | ---------- | ------- |
|                         | Partido Social Democrata                           | 94 427  | 39,96 / 100,00  | 10,10 | 16 / 24           | 1       | 64 / 148   | 14      |
|                         | Partido Socialista                                 | 87 373  | 36,98 / 100,00  | 3,28  | 4 / 24            | 4       | 56 / 148   | 2       |
|                         | Coligação Partido Social Democrata–Partido Popular | 29 579  | 12,52 / 100,00  | 7,09  | 4 / 24            | 3       | 23 / 148   | 18      |
|                         | Partido Popular                                    | 8 630   | 3,65 / 100,00   | 1,78  | 0 / 24            | Estável | 3 / 148    | Estável |
|                         | CDU – Coligação Democrática Unitária               | 4 397   | 1,86 / 100,00   | 0,24  | 0 / 24            | Estável | 0 / 148    | Estável |
|                         | Bloco de Esquerda                                  | 1 503   | 0,64 / 100,00   | 0,17  | 0 / 24            | Estável | 0 / 148    | Estável |
|                         | Grupos de cidadãos eleitores                       | 1 155   | 0,49 / 100,00   | 0,46  | 0 / 24            | Estável | 2 / 148    | Estável |
| Votos inválidos         | Votos inválidos                                    | 9 233   | 3,91 / 100,00   | 0,34  |                   |         |            |         |
| Total                   | Total                                              | 236 297 | 100,00 / 100,00 |       | 24 / 24           |         | 148 / 148  |         |
| Eleitorado/Participação | Eleitorado/Participação                            | 356 431 | 66,30 / 100,00  | 0,01  |                   |         |            |         |

## Presidentes eleitos

### Região Autónoma dos Açores
| Concelho               | Partido | Partido                  | Presidente          | %    | Vereadores |
| ---------------------- | ------- | ------------------------ | ------------------- | ---- | ---------- |
| Angra do Heroísmo      |         | Partido Socialista       | José Cardoso        | 57,6 | 5 / 7      |
| Calheta                |         | Partido Social Democrata | Duarte da Silveira  | 51,8 | 3 / 5      |
| Corvo                  |         | Partido Socialista       | Fernando Pimentel   | 60,3 | 3 / 5      |
| Horta                  |         | Partido Socialista       | João Castro         | 38,1 | 3 / 7      |
| Lagoa                  |         | Partido Socialista       | João Ponte          | 63,8 | 5 / 7      |
| Lajes das Flores       |         | Partido Social Democrata | João Lourenço       | 49,1 | 3 / 5      |
| Lajes do Pico          |         | Partido Social Democrata | Sara Santos         | 50,9 | 3 / 5      |
| Madalena               |         | Partido Social Democrata | Jorge Rodrigues     | 57,2 | 3 / 5      |
| Nordeste               |         | Partido Social Democrata | José Carreiro       | 63,4 | 3 / 5      |
| Ponta Delgada          |         | Partido Social Democrata | Berta Cabral        | 67,2 | 7 / 9      |
| Povoação               |         | Partido Social Democrata | Francisco Álvares   | 51,6 | 3 / 5      |
| Praia da Vitória       |         | Partido Socialista       | Roberto Monteiro    | 48,6 | 4 / 7      |
| Ribeira Grande         |         | Partido Socialista       | Ricardo da Silva    | 51,5 | 4 / 7      |
| Santa Cruz da Graciosa |         | Partido Social Democrata | José de Aguiar      | 49,3 | 3 / 5      |
| Santa Cruz das Flores  |         | Partido Socialista       | Manuel Pereira      | 62,8 | 3 / 5      |
| São Roque do Pico      |         | Partido Social Democrata | Manuel da Costa     | 49,6 | 3 / 5      |
| Velas                  |         | Partido Social Democrata | António da Silveira | 47,1 | 3 / 5      |
| Vila do Porto          |         | Partido Socialista       | Nélia Figueiredo    | 57,0 | 3 / 5      |
| Vila Franca do Campo   |         | Partido Social Democrata | Rui Melo            | 55,4 | 3 / 5      |

### Distrito de Aveiro
| Concelho             | Partido | Partido                                            | Presidente         | %    | Vereadores |
| -------------------- | ------- | -------------------------------------------------- | ------------------ | ---- | ---------- |
| Águeda               |         | Partido Socialista                                 | Gil Nabais         | 44,3 | 4 / 7      |
| Albergaria-a-Velha   |         | Partido Social Democrata                           | João Pereira       | 57,2 | 4 / 7      |
| Anadia               |         | Partido Social Democrata                           | Litério Marques    | 61,4 | 5 / 7      |
| Arouca               |         | Partido Socialista                                 | José Neves         | 35,1 | 3 / 7      |
| Aveiro               |         | Coligação Partido Social Democrata–Partido Popular | Élio Maia          | 47,5 | 5 / 9      |
| Castelo de Paiva     |         | Partido Social Democrata                           | Paulo Teixeira     | 47,1 | 4 / 7      |
| Espinho              |         | Partido Socialista                                 | José Mota          | 44,9 | 4 / 7      |
| Estarreja            |         | Coligação Partido Social Democrata–Partido Popular | José de Matos      | 64,7 | 5 / 7      |
| Ílhavo               |         | Partido Social Democrata                           | Ribau Esteves      | 60,9 | 5 / 7      |
| Mealhada             |         | Partido Socialista                                 | Carlos Cabral      | 49,4 | 4 / 7      |
| Murtosa              |         | Partido Social Democrata                           | António Sousa      | 63,5 | 4 / 5      |
| Oliveira de Azeméis  |         | Partido Social Democrata                           | Ápio Assunção      | 49,8 | 5 / 9      |
| Oliveira do Bairro   |         | Partido Social Democrata                           | Mário Oliveira     | 44,2 | 4 / 7      |
| Ovar                 |         | Partido Socialista                                 | Manuel de Oliveira | 41,2 | 4 / 7      |
| Santa Maria da Feira |         | Partido Social Democrata                           | Alfredo Henriques  | 49,0 | 6 / 11     |
| São João da Madeira  |         | Partido Social Democrata                           | Manuel de Almeida  | 56,3 | 5 / 7      |
| Sever do Vouga       |         | Partido Socialista                                 | Manuel Soares      | 50,4 | 4 / 7      |
| Vagos                |         | Partido Social Democrata                           | Rui da Cruz        | 63,6 | 6 / 7      |
| Vale de Cambra       |         | Partido Social Democrata                           | José da Silva      | 44,0 | 4 / 7      |

### Distrito de Beja
| Concelho             | Partido | Partido                                                   | Presidente           | %    | Vereadores |
| -------------------- | ------- | --------------------------------------------------------- | -------------------- | ---- | ---------- |
| Aljustrel            |         | CDU – Coligação Democrática Unitária                      | António Godinho      | 54,2 | 3 / 5      |
| Almodôvar            |         | Partido Social Democrata                                  | António Sebastião    | 56,9 | 3 / 5      |
| Alvito               |         | Grupo de cidadãos eleitores Movimento Indepentente (M.I.) | João Trindade        | 33,8 | 2 / 5      |
| Barrancos            |         | CDU – Coligação Democrática Unitária                      | António Tereno       | 52,4 | 3 / 5      |
| Beja                 |         | CDU – Coligação Democrática Unitária                      | Francisco dos Santos | 41,8 | 3 / 7      |
| Castro Verde         |         | CDU – Coligação Democrática Unitária                      | Fernando Caeiros     | 56,7 | 4 / 5      |
| Cuba                 |         | Partido Socialista                                        | Francisco Orelha     | 52,6 | 3 / 5      |
| Ferreira do Alentejo |         | Partido Socialista                                        | Aníbal da Costa      | 50,7 | 3 / 5      |
| Mértola              |         | Partido Socialista                                        | Jorge Pulido Valente | 48,5 | 3 / 5      |
| Moura                |         | CDU – Coligação Democrática Unitária                      | José Pós-de-Mina     | 46,5 | 4 / 7      |
| Odemira              |         | Partido Socialista                                        | António Coelho       | 48,3 | 4 / 7      |
| Ourique              |         | Partido Socialista                                        | Pedro do Carmo       | 45,6 | 3 / 5      |
| Serpa                |         | CDU – Coligação Democrática Unitária                      | João Rocha           | 49,1 | 4 / 7      |
| Vidigueira           |         | CDU – Coligação Democrática Unitária                      | Manuel Narra         | 44,3 | 3 / 5      |

### Distrito de Braga
| Concelho               | Partido | Partido                                            | Presidente         | %    | Vereadores |
| ---------------------- | ------- | -------------------------------------------------- | ------------------ | ---- | ---------- |
| Amares                 |         | Partido Socialista                                 | José Barbosa       | 59,1 | 5 / 7      |
| Barcelos               |         | Partido Social Democrata                           | Fernando Reis      | 47,2 | 5 / 9      |
| Braga                  |         | Partido Socialista                                 | Mesquita Machado   | 44,5 | 6 / 11     |
| Cabeceiras de Basto    |         | Partido Socialista                                 | Joaquim Barreto    | 61,1 | 5 / 7      |
| Celorico de Basto      |         | Partido Social Democrata                           | Albertino Silva    | 51,7 | 4 / 7      |
| Esposende              |         | Partido Social Democrata                           | Fernando Cepa      | 49,6 | 4 / 7      |
| Fafe                   |         | Partido Socialista                                 | José Ribeiro       | 51,4 | 4 / 7      |
| Guimarães              |         | Partido Socialista                                 | António Magalhães  | 49,4 | 6 / 11     |
| Póvoa de Lanhoso       |         | Partido Social Democrata                           | Manuel Baptista    | 52,4 | 4 / 7      |
| Terras de Bouro        |         | Partido Social Democrata                           | António Afonso     | 51,7 | 3 / 5      |
| Vieira do Minho        |         | Coligação Partido Social Democrata–Partido Popular | Albino Carneiro    | 48,1 | 4 / 7      |
| Vila Nova de Famalicão |         | Coligação Partido Social Democrata–Partido Popular | Armindo Costa      | 55,0 | 7 / 11     |
| Vila Verde             |         | Partido Social Democrata                           | José Fernandes     | 63,9 | 6 / 7      |
| Vizela                 |         | Partido Socialista                                 | Francisco Ferreira | 65,8 | 5 / 7      |

### Distrito de Bragança
| Concelho                 | Partido | Partido                  | Presidente        | %    | Vereadores |
| ------------------------ | ------- | ------------------------ | ----------------- | ---- | ---------- |
| Alfândega da Fé          |         | Partido Social Democrata | João Sarmento     | 47,7 | 3 / 5      |
| Bragança                 |         | Partido Social Democrata | António Nunes     | 62,7 | 5 / 7      |
| Carrazeda de Ansiães     |         | Partido Social Democrata | Eugénio de Castro | 51,4 | 3 / 5      |
| Freixo de Espada à Cinta |         | Partido Socialista       | José Santos       | 50,4 | 3 / 5      |
| Macedo de Cavaleiros     |         | Partido Social Democrata | Beraldino Pinto   | 54,4 | 5 / 7      |
| Miranda do Douro         |         | Partido Social Democrata | Manuel Martins    | 52,4 | 3 / 5      |
| Mirandela                |         | Partido Social Democrata | José Silvano      | 47,2 | 4 / 7      |
| Mogadouro                |         | Partido Social Democrata | António Machado   | 51,6 | 4 / 7      |
| Torre de Moncorvo        |         | Partido Socialista       | Fernando Ferreira | 49,5 | 3 / 5      |
| Vila Flor                |         | Partido Socialista       | Artur Pimentel    | 57,7 | 3 / 5      |
| Vimioso                  |         | Partido Social Democrata | José Rodrigues    | 59,1 | 3 / 5      |
| Vinhais                  |         | Partido Socialista       | Américo Pereira   | 49,6 | 4 / 7      |

### Distrito de Castelo Branco
| Concelho            | Partido | Partido                  | Presidente         | %    | Vereadores |
| ------------------- | ------- | ------------------------ | ------------------ | ---- | ---------- |
| Belmonte            |         | Partido Socialista       | Amândio Melo       | 52,5 | 3 / 5      |
| Castelo Branco      |         | Partido Socialista       | Joaquim Dias       | 68,7 | 6 / 7      |
| Covilhã             |         | Partido Social Democrata | Carlos Pinto       | 58,9 | 5 / 7      |
| Fundão              |         | Partido Social Democrata | Manuel Frexes      | 64,3 | 5 / 7      |
| Idanha-a-Nova       |         | Partido Socialista       | Álvaro Rocha       | 53,1 | 4 / 7      |
| Oleiros             |         | Partido Social Democrata | José Marques       | 74,5 | 4 / 5      |
| Penamacor           |         | Partido Socialista       | Domingos Torrão    | 56,5 | 3 / 5      |
| Proença-a-Nova      |         | Partido Socialista       | João Catarino      | 58,2 | 3 / 5      |
| Sertã               |         | Partido Socialista       | José Farinha       | 51,7 | 4 / 7      |
| Vila de Rei         |         | Partido Social Democrata | Maria Irene Barata | 62,6 | 4 / 5      |
| Vila Velha de Ródão |         | Partido Socialista       | Maria Sequeira     | 57,0 | 3 / 5      |

### Distrito de Coimbra
| Concelho             | Partido | Partido                                                                       | Presidente         | %    | Vereadores |
| -------------------- | ------- | ----------------------------------------------------------------------------- | ------------------ | ---- | ---------- |
| Arganil              |         | Partido Social Democrata                                                      | Ricardo Alves      | 55,8 | 4 / 7      |
| Cantanhede           |         | Partido Social Democrata                                                      | João de Moura      | 55,5 | 4 / 7      |
| Coimbra              |         | Coligação Partido Social Democrata–Partido Popular–Partido Popular Monárquico | Carlos Encarnação  | 44,8 | 6 / 11     |
| Condeixa-a-Nova      |         | Partido Socialista                                                            | Jorge Bento        | 52,0 | 4 / 7      |
| Figueira da Foz      |         | Partido Social Democrata                                                      | António Silva      | 47,9 | 5 / 9      |
| Góis                 |         | Partido Socialista                                                            | José Vitorino      | 55,2 | 3 / 5      |
| Lousã                |         | Partido Socialista                                                            | Fernando Carvalho  | 55,8 | 5 / 7      |
| Mira                 |         | Partido Socialista                                                            | João Reigota       | 46,6 | 4 / 7      |
| Miranda do Corvo     |         | Coligação Partido Social Democrata–Partido Popular                            | Maria Ferreira     | 51,5 | 4 / 7      |
| Montemor-o-Velho     |         | Coligação Partido Social Democrata–Partido Popular                            | Luís Leal          | 59,8 | 5 / 7      |
| Oliveira do Hospital |         | Partido Social Democrata                                                      | Mário Alves        | 53,5 | 4 / 7      |
| Pampilhosa da Serra  |         | Partido Social Democrata                                                      | Hermano de Almeida | 64,6 | 4 / 5      |
| Penacova             |         | Partido Social Democrata                                                      | Maurício Marques   | 56,2 | 5 / 7      |
| Penela               |         | Partido Social Democrata                                                      | Paulo Júlio        | 50,9 | 3 / 5      |
| Soure                |         | Partido Socialista                                                            | João Gouveia       | 45,1 | 3 / 7      |
| Tábua                |         | Partido Socialista                                                            | Francisco Portela  | 47,2 | 4 / 7      |
| Vila Nova de Poiares |         | Partido Social Democrata                                                      | Jaime Marta Soares | 53,7 | 3 / 5      |

### Distrito de Évora
| Concelho              | Partido | Partido                                                                           | Presidente         | %    | Vereadores |
| --------------------- | ------- | --------------------------------------------------------------------------------- | ------------------ | ---- | ---------- |
| Alandroal             |         | Partido Socialista                                                                | João Nabais        | 54,2 | 3 / 5      |
| Arraiolos             |         | CDU – Coligação Democrática Unitária                                              | Jerónimo Loios     | 63,3 | 4 / 5      |
| Borba                 |         | Partido Socialista                                                                | Ângelo de Sá       | 60,6 | 4 / 5      |
| Estremoz              |         | Partido Socialista                                                                | José Palmeiro      | 34,1 | 3 / 7      |
| Évora                 |         | Partido Socialista                                                                | José d'Oliveira    | 43,1 | 3 / 7      |
| Montemor-o-Novo       |         | CDU – Coligação Democrática Unitária                                              | Carlos Pinto de Sá | 53,6 | 4 / 7      |
| Mora                  |         | CDU – Coligação Democrática Unitária                                              | José Sinogas       | 54,8 | 4 / 5      |
| Mourão                |         | Partido Socialista                                                                | José Lopes         | 46,9 | 3 / 5      |
| Portel                |         | Partido Socialista                                                                | Norberto Patinho   | 56,6 | 3 / 5      |
| Redondo               |         | Grupo de cidadãos eleitores Movimento Independente do Concelho de Redondo – MICRE | Alfredo Barroso    | 43,6 | 3 / 5      |
| Reguengos de Monsaraz |         | Partido Socialista                                                                | Victor Martelo     | 49,7 | 3 / 5      |
| Vendas Novas          |         | CDU – Coligação Democrática Unitária                                              | José Figueira      | 46,0 | 4 / 7      |
| Viana do Alentejo     |         | CDU – Coligação Democrática Unitária                                              | Estevão Pereira    | 53,2 | 3 / 5      |
| Vila Viçosa           |         | CDU – Coligação Democrática Unitária                                              | Manuel Condenado   | 51,1 | 3 / 5      |

### Distrito de Faro
| Concelho                   | Partido | Partido                  | Presidente              | %    | Vereadores |
| -------------------------- | ------- | ------------------------ | ----------------------- | ---- | ---------- |
| Albufeira                  |         | Partido Social Democrata | Desidério da Silva      | 62,5 | 5 / 7      |
| Alcoutim                   |         | Partido Social Democrata | Francisco Amaral        | 49,3 | 3 / 5      |
| Aljezur                    |         | Partido Socialista       | Manuel Marreiros        | 61,9 | 4 / 5      |
| Castro Marim               |         | Partido Social Democrata | José Estevens           | 50,1 | 3 / 5      |
| Faro                       |         | Partido Socialista       | José Portada            | 41,1 | 4 / 7      |
| Lagoa                      |         | Partido Social Democrata | José Eduardo            | 44,5 | 4 / 7      |
| Lagos                      |         | Partido Socialista       | Júlio Barroso           | 49,5 | 4 / 7      |
| Loulé                      |         | Partido Social Democrata | Sebastião Seruca Emídio | 51,4 | 4 / 7      |
| Monchique                  |         | Partido Socialista       | Carlos Tuta             | 51,6 | 3 / 5      |
| Olhão                      |         | Partido Socialista       | Francisco Leal          | 52,1 | 5 / 7      |
| Portimão                   |         | Partido Socialista       | Manuel da Luz           | 42,5 | 4 / 7      |
| São Brás de Alportel       |         | Partido Socialista       | António Eusébio         | 68,3 | 4 / 5      |
| Silves                     |         | Partido Social Democrata | Maria Soares            | 44,2 | 4 / 7      |
| Tavira                     |         | Partido Social Democrata | Macário Correia         | 53,8 | 4 / 7      |
| Vila do Bispo              |         | Partido Social Democrata | Gilberto Viegas         | 44,7 | 3 / 5      |
| Vila Real de Santo António |         | Partido Social Democrata | Luís Gomes              | 44,1 | 3 / 7      |

### Distrito da Guarda
| Concelho                    | Partido | Partido                  | Presidente       | %    | Vereadores |
| --------------------------- | ------- | ------------------------ | ---------------- | ---- | ---------- |
| Aguiar da Beira             |         | Partido Social Democrata | Augusto Andrade  | 60,8 | 3 / 5      |
| Almeida                     |         | Partido Social Democrata | António Ribeiro  | 46,5 | 3 / 5      |
| Celorico da Beira           |         | Partido Socialista       | José Monteiro    | 49,7 | 3 / 5      |
| Figueira de Castelo Rodrigo |         | Partido Social Democrata | António Ribeiro  | 54,4 | 3 / 5      |
| Fornos de Algodres          |         | Partido Social Democrata | José Miranda     | 63,3 | 4 / 5      |
| Gouveia                     |         | Partido Social Democrata | Álvaro Amaro     | 51,5 | 4 / 7      |
| Guarda                      |         | Partido Socialista       | Joaquim Valente  | 52,5 | 4 / 7      |
| Manteigas                   |         | Partido Social Democrata | José Biscaia     | 46,7 | 3 / 5      |
| Mêda                        |         | Partido Social Democrata | João Pinto       | 57,2 | 3 / 5      |
| Pinhel                      |         | Partido Social Democrata | António Ruas     | 67,2 | 6 / 7      |
| Sabugal                     |         | Partido Social Democrata | Manuel Alves     | 45,1 | 4 / 7      |
| Seia                        |         | Partido Socialista       | Eduardo de Brito | 62,9 | 5 / 7      |
| Trancoso                    |         | Partido Social Democrata | Júlio Sarmento   | 56,2 | 4 / 7      |
| Vila Nova de Foz Coa        |         | Partido Socialista       | Emílio Mesquita  | 47,7 | 3 / 5      |

### Distrito de Leiria
| Concelho            | Partido | Partido                              | Presidente           | %    | Vereadores |
| ------------------- | ------- | ------------------------------------ | -------------------- | ---- | ---------- |
| Alcobaça            |         | Partido Social Democrata             | José Sapinho         | 55,1 | 5 / 7      |
| Alvaiázere          |         | Partido Social Democrata             | Paulo Morgado        | 63,6 | 4 / 5      |
| Ansião              |         | Partido Social Democrata             | Fernando Marques     | 66,9 | 5 / 7      |
| Batalha             |         | Partido Social Democrata             | António Lucas        | 70,4 | 6 / 7      |
| Bombarral           |         | Partido Social Democrata             | Luís Duarte          | 40,1 | 3 / 7      |
| Caldas da Rainha    |         | Partido Social Democrata             | Fernando da Costa    | 52,9 | 5 / 7      |
| Castanheira de Pera |         | Partido Socialista                   | Fernando Lopes       | 55,7 | 3 / 5      |
| Figueiró dos Vinhos |         | Partido Social Democrata             | Rui Silva            | 51,7 | 3 / 5      |
| Leiria              |         | Partido Social Democrata             | Isabel Damasceno     | 42,6 | 4 / 9      |
| Marinha Grande      |         | CDU – Coligação Democrática Unitária | João Duarte          | 38,7 | 3 / 7      |
| Nazaré              |         | Partido Social Democrata             | Jorge Barroso        | 42,4 | 3 / 7      |
| Óbidos              |         | Partido Social Democrata             | Telmo Faria          | 69,0 | 4 / 5      |
| Pedrógão Grande     |         | Partido Social Democrata             | João Marques         | 70,1 | 4 / 5      |
| Peniche             |         | CDU – Coligação Democrática Unitária | António José Correia | 38,3 | 3 / 7      |
| Pombal              |         | Partido Social Democrata             | Narciso Mota         | 63,1 | 5 / 7      |
| Porto de Mós        |         | Partido Socialista                   | João Salgueiro       | 47,9 | 4 / 7      |

### Distrito de Lisboa
| Concelho               | Partido | Partido                                                                                              | Presidente                | %    | Vereadores |
| ---------------------- | ------- | --- | ------------------------- | ---- | ---------- |
| Alenquer               |         | Partido Socialista                                                                                   | Álvaro Pedro              | 42,6 | 3 / 7      |
| Amadora                |         | Partido Socialista                                                                                   | Joaquim Raposo            | 42,7 | 6 / 11     |
| Arruda dos Vinhos      |         | Partido Social Democrata                                                                             | Carlos Lourenço           | 54,9 | 3 / 5      |
| Azambuja               |         | Partido Socialista                                                                                   | Joaquim Ramos             | 52,7 | 4 / 7      |
| Cadaval                |         | Partido Social Democrata                                                                             | Aristides Sécio           | 45,3 | 4 / 7      |
| Cascais                |         | Coligação Partido Social Democrata–Partido Popular                                                   | António Capucho           | 49,5 | 7 / 11     |
| Lisboa                 |         | Partido Social Democrata                                                                             | António Carmona Rodrigues | 42,4 | 8 / 17     |
| Loures                 |         | Partido Socialista                                                                                   | Carlos Teixeira           | 39,3 | 5 / 11     |
| Lourinhã               |         | Partido Socialista                                                                                   | José Manuel Custódio      | 54,3 | 4 / 7      |
| Mafra                  |         | Partido Social Democrata                                                                             | José dos Santos           | 56,5 | 5 / 7      |
| Odivelas               |         | Partido Socialista                                                                                   | Susana Amador             | 30,9 | 4 / 11     |
| Oeiras                 |         | Grupo de cidadãos eleitores Isaltino, Oeiras Mais à Frente                                           | Isaltino Morais           | 34,1 | 4 / 11     |
| Sintra                 |         | Coligação Partido Social Democrata–Partido Popular–Partido Popular Monárquico–MPT – Partido da Terra | Fernando Seara            | 43,5 | 6 / 11     |
| Sobral de Monte Agraço |         | CDU – Coligação Democrática Unitária                                                                 | António Bogalho           | 54,3 | 3 / 5      |
| Torres Vedras          |         | Partido Socialista                                                                                   | Carlos Miguel             | 49,2 | 5 / 9      |
| Vila Franca de Xira    |         | Partido Socialista                                                                                   | Maria Rosinha             | 46,1 | 5 / 9      |

### Região Autónoma da Madeira
| Concelho        | Partido | Partido                  | Presidente           | %    | Vereadores |
| --------------- | ------- | ------------------------ | -------------------- | ---- | ---------- |
| Calheta         |         | Partido Social Democrata | Manuel de Castro     | 63,4 | 5 / 7      |
| Câmara de Lobos |         | Partido Social Democrata | Arlindo Gomes        | 61,4 | 6 / 7      |
| Funchal         |         | Partido Social Democrata | Miguel Albuquerque   | 50,2 | 6 / 11     |
| Machico         |         | Partido Social Democrata | Emanuel Gomes        | 57,6 | 4 / 7      |
| Ponta do Sol    |         | Partido Social Democrata | Rui Luís             | 48,6 | 3 / 5      |
| Porto Moniz     |         | Partido Social Democrata | Gabriel Farinha      | 50,9 | 3 / 5      |
| Porto Santo     |         | Partido Social Democrata | Roberto da Silva     | 73,2 | 4 / 5      |
| Ribeira Brava   |         | Partido Social Democrata | José Fernandes       | 70,3 | 6 / 7      |
| Santa Cruz      |         | Partido Social Democrata | José Gonçalves       | 46,8 | 4 / 7      |
| Santana         |         | Partido Social Democrata | Carlos Pereira       | 58,1 | 3 / 5      |
| São Vicente     |         | Partido Social Democrata | Humberto Vasconcelos | 52,1 | 3 / 5      |

### Distrito de Portalegre
| Concelho        | Partido | Partido                                            | Presidente       | %    | Vereadores |
| --------------- | ------- | -------------------------------------------------- | ---------------- | ---- | ---------- |
| Alter do Chão   |         | Coligação Partido Social Democrata–Partido Popular | Joviano Vitorino | 29,9 | 2 / 5      |
| Arronches       |         | Partido Socialista                                 | Gil Romão        | 46,1 | 3 / 5      |
| Avis            |         | CDU – Coligação Democrática Unitária               | Manuel Coelho    | 57,4 | 4 / 5      |
| Campo Maior     |         | Partido Socialista                                 | João Burrica     | 45,1 | 3 / 5      |
| Castelo de Vide |         | Partido Social Democrata                           | António Ribeiro  | 55,1 | 3 / 5      |
| Crato           |         | Partido Socialista                                 | José da Luz      | 45,9 | 3 / 5      |
| Elvas           |         | Partido Socialista                                 | Rondão Almeida   | 66,4 | 6 / 7      |
| Fronteira       |         | Partido Social Democrata                           | Pedro Lancha     | 64,3 | 4 / 5      |
| Gavião          |         | Partido Socialista                                 | Jorge de Jesus   | 64,1 | 4 / 5      |
| Marvão          |         | Partido Social Democrata                           | Vítor Frutuoso   | 56,6 | 3 / 5      |
| Monforte        |         | CDU – Coligação Democrática Unitária               | Rui da Silva     | 45,6 | 3 / 5      |
| Nisa            |         | CDU – Coligação Democrática Unitária               | Maria Tsukamoto  | 43,9 | 3 / 5      |
| Ponte de Sor    |         | Partido Socialista                                 | João Pinto       | 54,4 | 4 / 7      |
| Portalegre      |         | Partido Social Democrata                           | Mata Cáceres     | 64,5 | 6 / 7      |
| Sousel          |         | Partido Social Democrata                           | Armando Varela   | 29,8 | 2 / 5      |

### Distrito do Porto
| Concelho           | Partido | Partido                                                                        | Presidente                | %    | Vereadores |
| ------------------ | ------- | ------------------------------------------------------------------------------ | ------------------------- | ---- | ---------- |
| Amarante           |         | Partido Socialista                                                             | Armindo Abreu             | 41,9 | 3 / 7      |
| Baião              |         | Partido Socialista                                                             | José Luís Carneiro        | 50,9 | 4 / 7      |
| Felgueiras         |         | Grupo de cidadãos eleitores Lista Independente – Sempre Presente               | Fátima Felgueiras         | 47,7 | 4 / 7      |
| Gondomar           |         | Grupo de cidadãos eleitores "Valentim" Valentim Loureiro – Gondomar no Coração | Valentim Loureiro         | 57,5 | 8 / 11     |
| Lousada            |         | Partido Socialista                                                             | Jorge de Magalhães        | 62,2 | 5 / 7      |
| Maia               |         | Coligação Partido Social Democrata–Partido Popular                             | Bragança Fernandes        | 52,5 | 6 / 9      |
| Marco de Canaveses |         | Partido Social Democrata                                                       | Manuel Moreira            | 46,4 | 4 / 7      |
| Matosinhos         |         | Partido Socialista                                                             | Guilherme Pinto           | 47,3 | 6 / 11     |
| Paços de Ferreira  |         | Partido Social Democrata                                                       | Pedro Pinto               | 59,0 | 5 / 7      |
| Paredes            |         | Partido Social Democrata                                                       | Celso Ferreira            | 50,9 | 5 / 9      |
| Penafiel           |         | Coligação Partido Social Democrata–Partido Popular                             | Alberto Santos            | 62,0 | 6 / 9      |
| Porto              |         | Coligação Partido Social Democrata–Partido Popular                             | Rui Rio                   | 46,2 | 7 / 13     |
| Póvoa de Varzim    |         | Partido Social Democrata                                                       | José Vieira               | 54,2 | 6 / 9      |
| Santo Tirso        |         | Partido Socialista                                                             | António Fernandes         | 48,4 | 5 / 9      |
| Trofa              |         | Partido Social Democrata                                                       | Bernardino de Vasconcelos | 48,4 | 4 / 7      |
| Valongo            |         | Partido Social Democrata                                                       | Fernando de Melo          | 44,2 | 5 / 9      |
| Vila do Conde      |         | Partido Socialista                                                             | Mário de Almeida          | 54,0 | 5 / 9      |
| Vila Nova de Gaia  |         | Coligação Partido Social Democrata–Partido Popular                             | Luís Filipe Menezes       | 55,0 | 7 / 11     |

### Distrito de Santarém
| Concelho               | Partido | Partido                                                                   | Presidente             | %    | Vereadores |
| ---------------------- | ------- | ------------------------------------------------------------------------- | ---------------------- | ---- | ---------- |
| Abrantes               |         | Partido Socialista                                                        | Nélson de Carvalho     | 48,8 | 5 / 7      |
| Alcanena               |         | Grupo de cidadãos eleitores Independentes pelo Concelho de Alcanena – ICA | Luís Azevedo           | 37,9 | 4 / 7      |
| Almeirim               |         | Partido Socialista                                                        | José Gomes             | 55,2 | 5 / 7      |
| Alpiarça               |         | Partido Socialista                                                        | Joaquim do Céu         | 47,1 | 3 / 5      |
| Benavente              |         | CDU – Coligação Democrática Unitária                                      | António Ganhão         | 56,6 | 5 / 7      |
| Cartaxo                |         | Partido Socialista                                                        | Paulo Caldas           | 55,7 | 4 / 7      |
| Chamusca               |         | CDU – Coligação Democrática Unitária                                      | Sérgio Carrinho        | 57,5 | 3 / 5      |
| Constância             |         | CDU – Coligação Democrática Unitária                                      | António Mendes         | 64,3 | 4 / 5      |
| Coruche                |         | Partido Socialista                                                        | Dionísio Mendes        | 45,1 | 4 / 7      |
| Entroncamento          |         | Partido Social Democrata                                                  | Jaime Ramos            | 49,7 | 4 / 7      |
| Ferreira do Zêzere     |         | Partido Social Democrata                                                  | Luís Ribeiro           | 51,4 | 3 / 5      |
| Golegã                 |         | Partido Socialista                                                        | José Maltez            | 68,2 | 4 / 5      |
| Mação                  |         | Partido Social Democrata                                                  | José Rocha             | 54,6 | 3 / 5      |
| Ourém                  |         | Partido Social Democrata                                                  | David Catarino         | 49,7 | 4 / 7      |
| Rio Maior              |         | Partido Socialista                                                        | Silvino Sequeira       | 48,0 | 4 / 7      |
| Salvaterra de Magos    |         | Bloco de Esquerda                                                         | Ana Ribeiro            | 49,6 | 4 / 7      |
| Santarém               |         | Partido Social Democrata                                                  | Francisco Moita Flores | 41,4 | 4 / 9      |
| Sardoal                |         | Partido Social Democrata                                                  | Fernando Moleirinho    | 58,9 | 3 / 5      |
| Tomar                  |         | Partido Social Democrata                                                  | António Paiva          | 42,5 | 4 / 7      |
| Torres Novas           |         | Partido Socialista                                                        | António Rodrigues      | 52,7 | 5 / 7      |
| Vila Nova da Barquinha |         | Partido Socialista                                                        | Vítor Pombeiro         | 57,6 | 4 / 5      |

### Distrito de Setúbal
| Concelho          | Partido | Partido                              | Presidente            | %    | Vereadores |
| ----------------- | ------- | ------------------------------------ | --------------------- | ---- | ---------- |
| Alcácer do Sal    |         | Partido Socialista                   | Pedro Paredes         | 46,5 | 4 / 7      |
| Alcochete         |         | CDU – Coligação Democrática Unitária | Luís Franco           | 46,3 | 4 / 7      |
| Almada            |         | CDU – Coligação Democrática Unitária | Maria Emília de Sousa | 42,3 | 6 / 11     |
| Barreiro          |         | CDU – Coligação Democrática Unitária | Carlos Humberto       | 41,5 | 4 / 9      |
| Grândola          |         | Partido Socialista                   | Carlos Beato          | 49,6 | 4 / 7      |
| Moita             |         | CDU – Coligação Democrática Unitária | João Lobo             | 49,8 | 5 / 9      |
| Montijo           |         | Partido Socialista                   | Maria Antunes         | 42,2 | 4 / 7      |
| Palmela           |         | CDU – Coligação Democrática Unitária | Ana de Sá             | 50,4 | 4 / 7      |
| Santiago do Cacém |         | CDU – Coligação Democrática Unitária | Vítor Proença         | 42,9 | 4 / 7      |
| Seixal            |         | CDU – Coligação Democrática Unitária | Alfredo da Costa      | 44,7 | 6 / 11     |
| Sesimbra          |         | CDU – Coligação Democrática Unitária | Augusto Pólvora       | 33,0 | 3 / 7      |
| Setúbal           |         | CDU – Coligação Democrática Unitária | Carlos Sousa          | 40,4 | 4 / 9      |
| Sines             |         | CDU – Coligação Democrática Unitária | Manuel Carvalho       | 54,9 | 5 / 7      |

### Distrito de Viana do Castelo
| Concelho              | Partido | Partido                  | Presidente          | %    | Vereadores |
| --------------------- | ------- | ------------------------ | ------------------- | ---- | ---------- |
| Arcos de Valdevez     |         | Partido Social Democrata | Francisco de Araújo | 66,6 | 5 / 7      |
| Caminha               |         | Partido Social Democrata | Júlia Costa         | 50,4 | 4 / 7      |
| Melgaço               |         | Partido Socialista       | António Solheiro    | 64,6 | 5 / 7      |
| Monção                |         | Partido Socialista       | José Moreira        | 66,5 | 6 / 7      |
| Paredes de Coura      |         | Partido Socialista       | António Júnior      | 51,3 | 3 / 5      |
| Ponte da Barca        |         | Partido Socialista       | António Abreu       | 51,3 | 4 / 7      |
| Ponte de Lima         |         | Partido Popular          | Daniel Campelo      | 57,6 | 5 / 7      |
| Valença               |         | Partido Socialista       | José Rodrigues      | 52,5 | 4 / 7      |
| Viana do Castelo      |         | Partido Socialista       | Defensor Moura      | 49,0 | 6 / 9      |
| Vila Nova de Cerveira |         | Partido Socialista       | José Carpinteira    | 61,4 | 3 / 5      |

### Distrito de Vila Real
| Concelho                 | Partido | Partido                                                                   | Presidente         | %    | Vereadores |
| ------------------------ | ------- | ------------------------------------------------------------------------- | ------------------ | ---- | ---------- |
| Alijó                    |         | Partido Socialista                                                        | José Cascarejo     | 56,2 | 4 / 7      |
| Boticas                  |         | Partido Social Democrata                                                  | Fernando Campos    | 61,5 | 4 / 5      |
| Chaves                   |         | Partido Social Democrata                                                  | João Batista       | 48,1 | 4 / 7      |
| Mesão Frio               |         | Partido Social Democrata                                                  | Marco da Silva     | 58,3 | 3 / 5      |
| Mondim de Basto          |         | Partido Social Democrata                                                  | Fernando de Moura  | 41,4 | 3 / 5      |
| Montalegre               |         | Partido Socialista                                                        | Fernando Rodrigues | 52,9 | 4 / 7      |
| Murça                    |         | Partido Socialista                                                        | João Fernandes     | 52,1 | 3 / 5      |
| Peso da Régua            |         | Partido Social Democrata                                                  | Nuno Gonçalves     | 47,0 | 4 / 7      |
| Ribeira de Pena          |         | Coligação Partido Social Democrata–Partido Popular                        | Agostinho Pinto    | 50,9 | 3 / 5      |
| Sabrosa                  |         | Grupo de cidadãos eleitores Independentes Unidos pelo Concelho de Sabrosa | José Marques       | 33,4 | 2 / 5      |
| Santa Marta de Penaguião |         | Partido Socialista                                                        | Francisco Ribeiro  | 66,8 | 4 / 5      |
| Valpaços                 |         | Partido Social Democrata                                                  | Francisco Tavares  | 70,9 | 6 / 7      |
| Vila Pouca de Aguiar     |         | Coligação Partido Social Democrata–Partido Popular                        | Domingos Dias      | 54,8 | 4 / 7      |
| Vila Real                |         | Partido Social Democrata                                                  | Manuel Martins     | 48,6 | 4 / 7      |

### Distrito de Viseu
| Concelho              | Partido | Partido                                            | Presidente         | %    | Vereadores |
| --------------------- | ------- | -------------------------------------------------- | ------------------ | ---- | ---------- |
| Armamar               |         | Partido Social Democrata                           | Hernâni Almeida    | 68,9 | 5 / 5      |
| Carregal do Sal       |         | Partido Social Democrata                           | Atílio Nunes       | 54,0 | 3 / 5      |
| Castro Daire          |         | Partido Social Democrata                           | Maria Teixeira     | 47,7 | 4 / 7      |
| Cinfães               |         | Partido Socialista                                 | José Pinto         | 57,6 | 4 / 7      |
| Lamego                |         | Coligação Partido Social Democrata–Partido Popular | Francisco Lopes    | 50,5 | 4 / 7      |
| Mangualde             |         | Partido Social Democrata                           | António Marques    | 47,8 | 4 / 7      |
| Moimenta da Beira     |         | Partido Social Democrata                           | José Correia       | 47,9 | 4 / 7      |
| Mortágua              |         | Partido Socialista                                 | Afonso Abrantes    | 52,2 | 3 / 5      |
| Nelas                 |         | Coligação Partido Social Democrata–Partido Popular | Isaura Pedro       | 45,8 | 4 / 7      |
| Oliveira de Frades    |         | Partido Social Democrata                           | Luís Vasconcelos   | 49,5 | 3 / 5      |
| Penalva do Castelo    |         | Coligação Partido Social Democrata–Partido Popular | Leonídio Monteiro  | 62,8 | 4 / 5      |
| Penedono              |         | Partido Social Democrata                           | João de Carvalho   | 60,5 | 3 / 5      |
| Resende               |         | Partido Socialista                                 | António Borges     | 65,2 | 5 / 7      |
| Santa Comba Dão       |         | Coligação Partido Social Democrata–Partido Popular | João Lourenço      | 52,2 | 4 / 7      |
| São João da Pesqueira |         | Partido Social Democrata                           | António Costa      | 75,0 | 4 / 5      |
| São Pedro do Sul      |         | Partido Social Democrata                           | António Figueiredo | 61,0 | 5 / 7      |
| Sátão                 |         | Partido Social Democrata                           | Alexandre Vaz      | 41,3 | 3 / 7      |
| Sernancelhe           |         | Partido Social Democrata                           | José Cardoso       | 57,4 | 3 / 5      |
| Tabuaço               |         | Partido Social Democrata                           | José dos Santos    | 53,1 | 3 / 5      |
| Tarouca               |         | Partido Socialista                                 | Mário Ferreira     | 53,4 | 3 / 5      |
| Tondela               |         | Partido Social Democrata                           | Carlos Marta       | 66,5 | 5 / 7      |
| Vila Nova de Paiva    |         | Partido Social Democrata                           | Manuel Custódio    | 42,5 | 2 / 5      |
| Viseu                 |         | Partido Social Democrata                           | Fernando Ruas      | 56,9 | 6 / 9      |
| Vouzela               |         | Partido Social Democrata                           | Armindo Ferreira   | 56,6 | 5 / 7      |

## Câmaras que mudaram de partido
| Concelho                     | 2001-2005                  | 2001-2005                                                       | 2005-2009                  | 2005-2009                                                                         |
| Concelho                     | Partido                    | Partido                                                         | Partido                    | Partido                                                                           |
| Região Autónoma dos Açores   | Região Autónoma dos Açores | Região Autónoma dos Açores                                      | Região Autónoma dos Açores | Região Autónoma dos Açores                                                        |
| ---------------------------- | -------------------------- | --------------------------------------------------------------- | -------------------------- | --------------------------------------------------------------------------------- |
| Corvo                        |                            | Partido Popular                                                 |                            | Partido Socialista                                                                |
| Praia da Vitória             |                            | Partido Social Democrata                                        |                            | Partido Socialista                                                                |
| Ribeira Grande               |                            | Partido Social Democrata                                        |                            | Partido Socialista                                                                |
| Distrito de Aveiro           |                            |                                                                 |                            |                                                                                   |
| Águeda                       |                            | Partido Social Democrata                                        |                            | Partido Socialista                                                                |
| Aveiro                       |                            | Partido Socialista                                              |                            | Coligação Partido Social Democrata–Partido Popular                                |
| Oliveira do Bairro           |                            | Partido Popular                                                 |                            | Partido Social Democrata                                                          |
| Distrito de Beja             |                            |                                                                 |                            |                                                                                   |
| Alvito                       |                            | Partido Socialista                                              |                            | Grupo de cidadãos eleitores Movimento Independente (M.I.)                         |
| Barrancos                    |                            | Partido Socialista                                              |                            | CDU – Coligação Democrática Unitária                                              |
| Ourique                      |                            | Partido Social Democrata                                        |                            | Partido Socialista                                                                |
| Vidigueira                   |                            | Partido Socialista                                              |                            | CDU – Coligação Democrática Unitária                                              |
| Distrito de Braga            |                            |                                                                 |                            |                                                                                   |
| Póvoa de Lanhoso             |                            | Partido Socialista                                              |                            | Partido Social Democrata                                                          |
| Vieira do Minho              |                            | Partido Socialista                                              |                            | Coligação Partido Social Democrata–Partido Popular                                |
| Distrito de Bragança         |                            |                                                                 |                            |                                                                                   |
| Alfândega da Fé              |                            | Coligação Partido Social Democrata–Partido Popular              |                            | Partido Social Democrata                                                          |
| Freixo de Espada à Cinta     |                            | Partido Social Democrata                                        |                            | Partido Socialista                                                                |
| Macedo de Cavaleiros         |                            | Coligação Partido Social Democrata–Partido Popular              |                            | Partido Social Democrata                                                          |
| Distrito de Castelo Branco   |                            |                                                                 |                            |                                                                                   |
| Penamacor                    |                            | Grupo de cidadãos eleitores Pelo Nosso Concelho – Independentes |                            | Partido Socialista                                                                |
| Proença-a-Nova               |                            | Partido Social Democrata                                        |                            | Partido Socialista                                                                |
| Distrito de Coimbra          |                            |                                                                 |                            |                                                                                   |
| Arganil                      |                            | Partido Socialista                                              |                            | Partido Social Democrata                                                          |
| Mira                         |                            | Partido Social Democrata                                        |                            | Partido Socialista                                                                |
| Miranda do Corvo             |                            | Partido Social Democrata                                        |                            | Coligação Partido Social Democrata–Partido Popular                                |
| Soure                        |                            | Partido Social Democrata                                        |                            | Partido Socialista                                                                |
| Distrito de Évora            |                            |                                                                 |                            |                                                                                   |
| Estremoz                     |                            | CDU – Coligação Democrática Unitária                            |                            | Partido Socialista                                                                |
| Redondo                      |                            | CDU – Coligação Democrática Unitária                            |                            | Grupo de cidadãos eleitores Movimento Independente do Concelho de Redondo – MICRE |
| Distrito de Faro             |                            |                                                                 |                            |                                                                                   |
| Faro                         |                            | Partido Social Democrata                                        |                            | Partido Socialista                                                                |
| Vila Real de Santo António   |                            | Partido Socialista                                              |                            | Partido Social Democrata                                                          |
| Distrito da Guarda           |                            |                                                                 |                            |                                                                                   |
| Celorico da Beira            |                            | MPT – Partido da Terra                                          |                            | Partido Socialista                                                                |
| Sabugal                      |                            | Coligação Partido Social Democrata–Partido Popular              |                            | Partido Social Democrata                                                          |
| Vila Nova de Foz Coa         |                            | Partido Social Democrata                                        |                            | Partido Socialista                                                                |
| Distrito de Leiria           |                            |                                                                 |                            |                                                                                   |
| Figueiró dos Vinhos          |                            | Partido Socialista                                              |                            | Partido Social Democrata                                                          |
| Marinha Grande               |                            | Partido Socialista                                              |                            | CDU – Coligação Democrática Unitária                                              |
| Peniche                      |                            | Partido Socialista                                              |                            | CDU – Coligação Democrática Unitária                                              |
| Porto de Mós                 |                            | Partido Social Democrata                                        |                            | Partido Socialista                                                                |
| Distrito de Lisboa           |                            |                                                                 |                            |                                                                                   |
| Lisboa                       |                            | Coligação Partido Social Democrata–Partido Popular Monárquico   |                            | Partido Social Democrata                                                          |
| Oeiras                       |                            | Partido Social Democrata                                        |                            | Grupo de cidadãos eleitores Isaltino, Oeiras Mais à Frente                        |
| Distrito de Portalegre       |                            |                                                                 |                            |                                                                                   |
| Alter do Chão                |                            | Partido Social Democrata                                        |                            | Coligação Partido Social Democrata–Partido Popular                                |
| Marvão                       |                            | Partido Socialista                                              |                            | Partido Social Democrata                                                          |
| Distrito do Porto            |                            |                                                                 |                            |                                                                                   |
| Baião                        |                            | Partido Social Democrata                                        |                            | Partido Socialista                                                                |
| Felgueiras                   |                            | Partido Socialista                                              |                            | Grupo de cidadãos eleitores Lista Independente – Sempre Presente                  |
| Gondomar                     |                            | Partido Social Democrata                                        |                            | Grupo de cidadãos eleitores "Valentim" Valentim Loureiro – Gondomar no Coração    |
| Marco de Canaveses           |                            | Partido Popular                                                 |                            | Partido Social Democrata                                                          |
| Distrito de Santarém         |                            |                                                                 |                            |                                                                                   |
| Santarém                     |                            | Partido Socialista                                              |                            | Partido Social Democrata                                                          |
| Distrito de Setúbal          |                            |                                                                 |                            |                                                                                   |
| Alcácer do Sal               |                            | CDU – Coligação Democrática Unitária                            |                            | Partido Socialista                                                                |
| Alcochete                    |                            | Partido Socialista                                              |                            | CDU – Coligação Democrática Unitária                                              |
| Barreiro                     |                            | Partido Socialista                                              |                            | CDU – Coligação Democrática Unitária                                              |
| Sesimbra                     |                            | Partido Socialista                                              |                            | CDU – Coligação Democrática Unitária                                              |
| Distrito de Viana do Castelo |                            |                                                                 |                            |                                                                                   |
| Ponte da Barca               |                            | Partido Social Democrata                                        |                            | Partido Socialista                                                                |
| Ponte de Lima                |                            | Grupos de cidadãos eleitores Ponte de Lima Nossa Terra          |                            | Partido Popular                                                                   |
| Distrito de Vila Real        |                            |                                                                 |                            |                                                                                   |
| Peso da Régua                |                            | Partido Socialista                                              |                            | Partido Social Democrata                                                          |
| Sabrosa                      |                            | Partido Social Democrata                                        |                            | Grupo de cidadãos eleitores Independentes Unidos pelo Concelho de Sabrosa         |
| Distrito de Viseu            |                            |                                                                 |                            |                                                                                   |
| Lamego                       |                            | Partido Socialista                                              |                            | Coligação Partido Social Democrata–Partido Popular                                |
| Mangualde                    |                            | Coligação Partido Social Democrata–Partido Popular              |                            | Partido Social Democrata                                                          |
| Nelas                        |                            | Partido Socialista                                              |                            | Coligação Partido Social Democrata–Partido Popular                                |
| Penalva do Castelo           |                            | Partido Social Democrata                                        |                            | Coligação Partido Social Democrata–Partido Popular                                |
| Santa Comba Dão              |                            | Partido Socialista                                              |                            | Coligação Partido Social Democrata–Partido Popular                                |
| Vila Nova de Paiva           |                            | Partido Socialista                                              |                            | Partido Social Democrata                                                          |

## Alterações
- Foi marcada para 23 de abril de 2006 uma eleição intercalar da Assembleia de Freguesia de Vila Nova de Famalicão.
- Realizou-se a 17 de junho de 2007 uma eleição intercalar da Assembleia de Freguesia de Vendas Novas. Concorreram três listas propostas por partidos políticos para eleger treze mandatos. Do caderno eleitoral constavam 9 642 eleitores, dos quais se abstiveram de votar 5 897 eleitores. A contagem dos votos nas catorze secções de voto ditou oito mandatos para a CDU com 2 207 votos (58,93%), quatro mandatos para o PPD/PSD com 1 013 votos (27,05%) e um mandato para o PS com 369 votos (9,85%).
- Foi marcada para 15 de julho de 2007 uma eleição intercalar para o executivo da Câmara Municipal de Lisboa.